# Steampunk

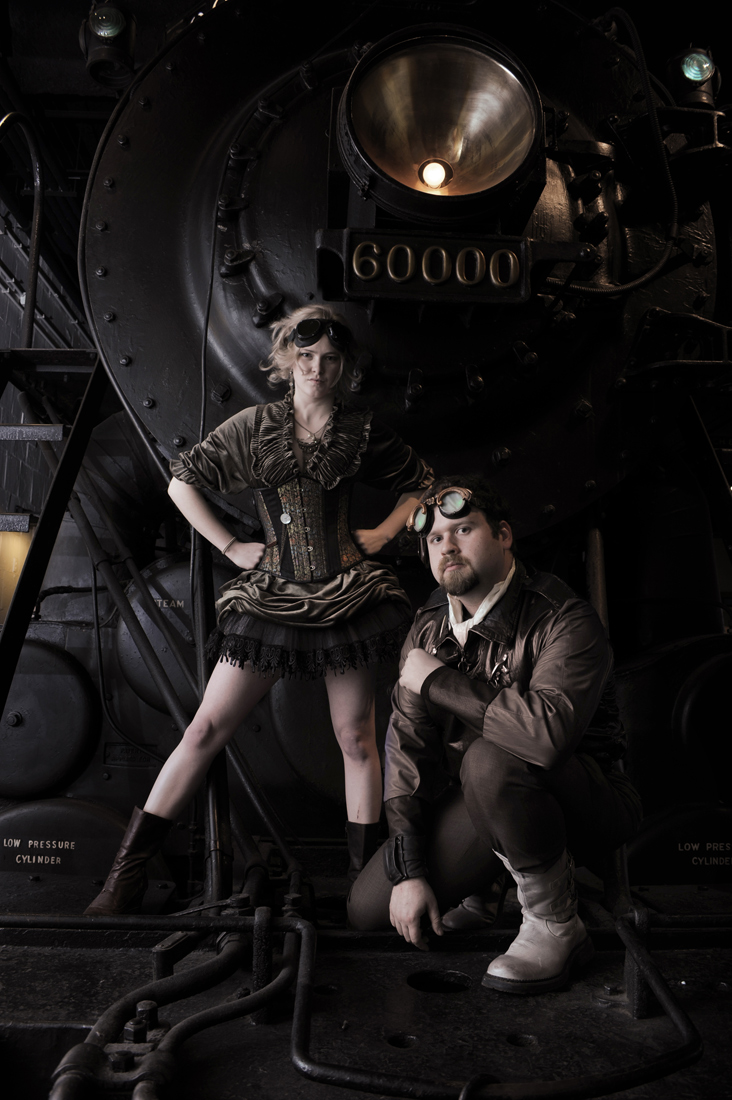
Fotografía de estética steampunk. El steampunk tiene una estética retrofuturista, inspirado en la época victoriana, pero en la cual la tecnología no evoluciona por el desarrollo de la ingeniería eléctrica (como sucedió en la realidad) sino de la máquina de vapor, dando lugar a toda clase de artilugios e inventos fantásticos y utópicos. Está influenciado por el romanticismo, el positivismo y el modernismo.

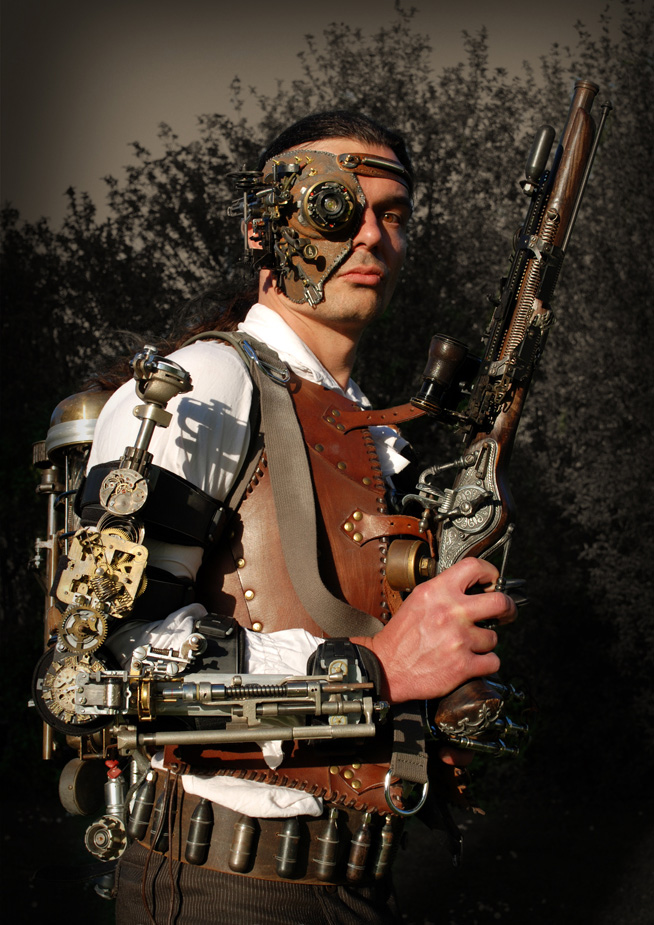
Traje de Steampunk con chaleco de cuero, arma pesada, brazalete, máquina del tiempo mochila, máscara y ropa victoriana.

El steampunk fue, en sus inicios, un subgénero literario nacido dentro de la ciencia ficción especulativa que surgió durante la década de 1980 de la mano de escritores conocidos por sus trabajos ciberpunk.El subgénero incorporaba tecnologías y estéticas retrofuturistas inspiradas, aunque no exclusivamente, en la maquinaria industrial de vapor del siglo XIX.A día de hoy, este subgénero ha madurado hasta convertirse en un movimiento artístico y sociocultural y no tan solo literario. El steampunk se desenvuelve en una ambientación retrofuturista donde la tecnología con vapor sigue siendo la predominante (la ingeniería eléctrica existe pero es testimonial) y por lo general localizada en Inglaterra durante la época victoriana, donde no es extraño encontrar elementos comunes de la ciencia ficción o la fantasía.
El steampunk se inspira principalmente en las obras de H. G. Wells y Julio Verne y del imaginario encontrado en sus obras, por lo que, al igual que el dieselpunk, este subgénero se puede englobar dentro del movimiento retrofuturista, el género de las ucronías y la ficción hipotética, pero su tendencia a incorporar elementos fantásticos y el carácter más desenfadado y utópico de sus tramas lo alejan tanto del dieselpunk como del cyberpunk.
Las obras de temática steampunk a menudo están ambientadas en una historia alternativa de la época victoriana, en la que el poder generado por el vapor sigue siendo usado mayoritariamente o en un mundo de fantasía que emplea de manera similar las máquinas de vapor, mostrando tecnologías anacrónicas o invenciones futuristas como serían imaginadas por los visionarios del siglo XIX, todas ellas vistas desde la perspectiva victoriana en la cultura, el arte, la moda e incluso la arquitectura.Estas tecnologías pueden incluir máquinas ficticias como las que aparecen en las obras de H. G. Wells o Julio Verne. Otros ejemplos de steampunk contienen versiones de estilo historia alternativa de tecnologías tales como cañones de vapor, dirigibles más ligeros que el aire, computadoras analógicas o computadoras mecánicas digitales como la Máquina analítica de Charles Babbage.El término steampunk fue acuñado por primera vez en 1987 por el autor Kevin Jeter.
El steampunk también puede incorporar elementos adicionales de los géneros de fantasía, terror, ficción histórica, historia alternativa u otras ramas de la ficción especulativa, lo que lo convierte a menudo en un género híbrido. Como forma de ficción especulativa, explora futuros o pasados alternativos, pero también puede abordar problemas sociales del mundo real.La primera aparición conocida del término steampunk fue en 1987, aunque ahora se refiere retroactivamente a muchas obras de ficción creadas en la década de 1950 o antes.Un subgénero popular es el steampunk japonés, que incluye manga y anime de temática steampunk, habiendo aparecido elementos steampunk en el manga convencional desde la década de 1940.
El steampunk también hace referencia a cualquiera de los estilos artísticos, modas de vestir o subculturas que se han desarrollado a partir de la estética de la ficción steampunk, la ficción de la época victoriana, el diseño art nouveau y películas de mediados del siglo XX. Algunos artesanos han transformado diversos objetos utilitarios modernos en estilos mecánicos «steampunk» pseudovictorianos, y varios artistas visuales y musicales han sido descritos como steampunk.

## Origen

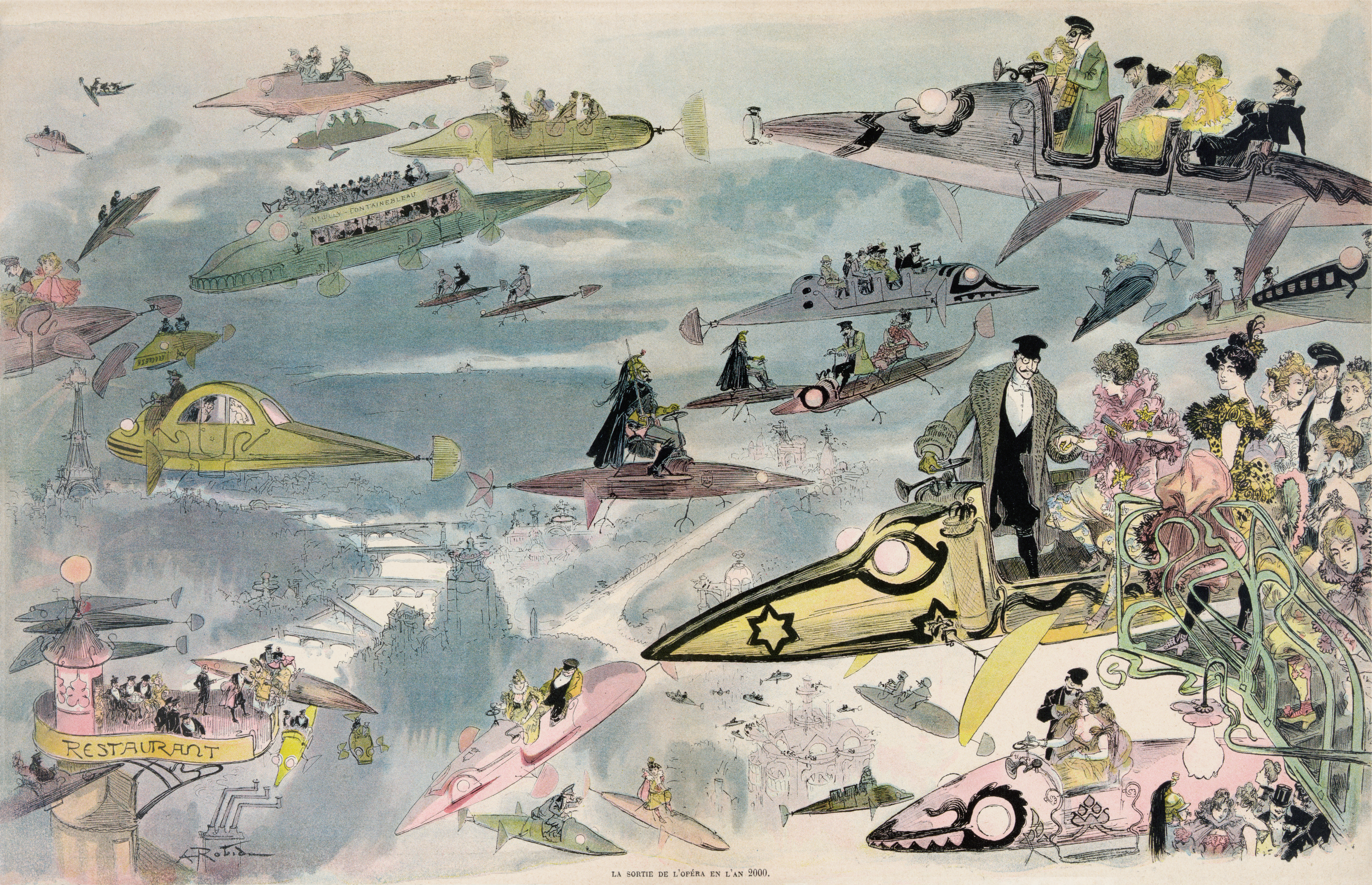
Print (c. 1902) de Albert Robida, que muestra una visión futurista de los viajes aéreos sobre París en el año 2000 cuando la gente abandona la ópera.

### Precursores
El steampunk está influido por las novelas científicas del siglo XIX de Julio Verne, H. G. Wells, Mary Shelley y Edward S. Ellis (en particular, su obra de 1868 The steam man of the prairies [lit. El hombre de vapor de las praderas]), adoptando a menudo su estilo. Varias obras de arte y ficción más modernas e importantes para el desarrollo del género se hicieron antes de que éste tuviera nombre. La novela Titus Alone (1959), de Mervyn Peake, es ampliamente considerada por los académicos como la primera novela del género propiamente dicho, mientras que otros señalan la novela de Michael Moorcock de 1971 The Warlord of the Air, muy influida por la obra de Peake. La película Brazil (1985) fue una influencia cinematográfica temprana, aunque también puede considerarse precursora de la rama dieselpunk del steampunk.Las Aventuras de Luther Arkwright fue una versión en cómic temprana (años setenta) de la trama de estilo Moorcock que se mueve entre corrientes temporales.
En bellas artes, la obra de Remedios Varo combina elementos de la moda victoriana, la fantasía y la imaginería tecnofantástica.En la televisión, una de las primeras manifestaciones del espíritu steampunk en medios de comunicación masivos fue la serie de la CBS The Wild Wild West (1965-69), que inspiró la película posterior.

### Steampunk moderno
Aunque muchos otros trabajos publicados entre 1960 y 1970 se pueden considerar hoy en día fundamentales dentro de este género, el término steampunk se originó en 1980 como una variante en tono burlón del género cyberpunk. Se puede considerar que este término fue acuñado por el autor de ciencia ficción K. W. Jeter, que intentaba encontrar un término unificado para las obras de Tim Powers (Las Puertas de Anubis, 1983), James Blaylock (Homúnculo, 1986) y los suyos mismos (Morlock Night, 1979 e Infernal Devices, 1987), todos ellos centrados en un escenario ambientado en el siglo XIX e imitando a la ficción especulativa victoriana encontrada en La máquina del tiempo (1895) de H. G. Wells. En una carta a la revista de ciencia ficción Locus, Jeter escribió:

«Dear Locus,

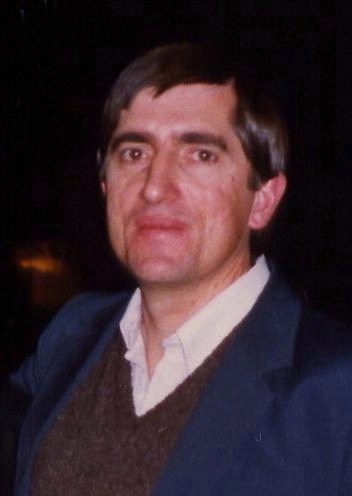
El escritor K. W. Jeter en el World Fantasy Conference de Seattle en 1989.

Enclosed is a copy of my 1979 novel Morlock Night; I'd appreciate your being so good as to route it Faren Miller, as it's a prime piece of evidence in the great debate as to who in "the Powers/Blaylock/Jeter fantasy triumvirate" was writing in the "gonzo-historical manner" first. Though of course, I did find her review in the March Locus to be quite flattering.
Personally, I think Victorian fantasies are going to be the next big thing, as long as we can come up with a fitting collective term for Powers, Blaylock and myself. Something based on the appropriate technology of the era; like "steam-punks", perhaps...»

Traducción:

«Estimado Locus.

Adjunto una copia de mi novela de 1979 Morlock Night; te agradecería que se la hagas llegar a Faren Miller, en tanto es evidencia fundamental en el interesante debate sobre quién dentro del "triunvirato de la fantasía formado por Powers/Blaylock/Jeter" escribió primero "al estilo gonzo-histórico". Por supuesto, con todo, encontré su reseña en la Locus de marzo muy halagadora.

Personalmente, creo que las fantasías Victorianas serán el siguiente "bombazo", siempre y cuando se nos ocurra un término adecuado que nos englobe a Powers, Blaylock y a mí mismo. Algo basado en la tecnología apropiada de la época, como "steam-punks", tal vez...»
K.W. Jeter, abril de 1987

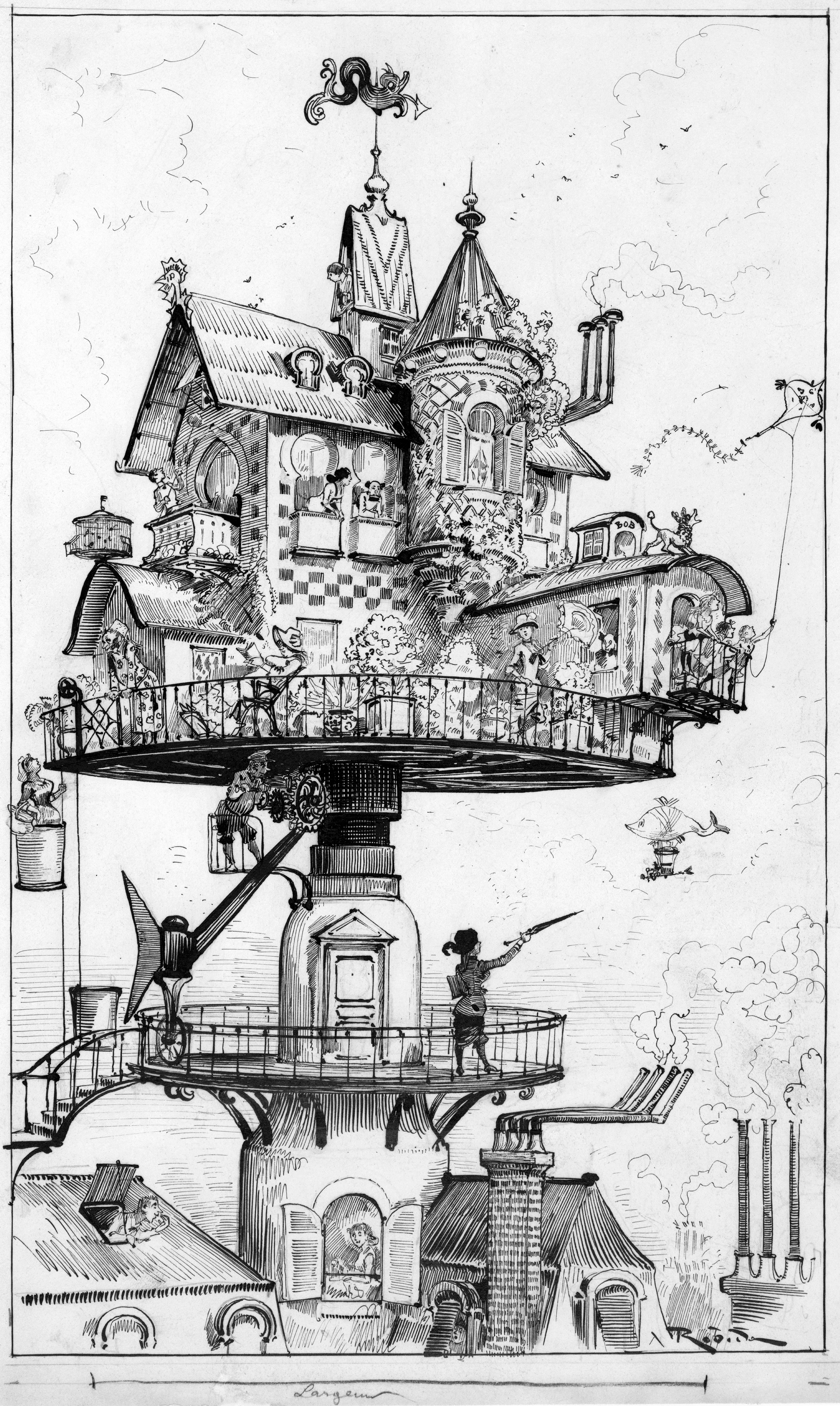
“Maison tournante aérienne” (Casa aérea rotante) por Albert Robida para su libro Le Vingtième Siècle, en el, una concepción de cómo sería la vida en el.

## Características
El steampunk es un subgénero literario, habitualmente ucrónico, e impulsado por las corrientes retrofuturistas, centrado en la segunda mitad del siglo XIX, en las épocas victoriana y eduardiana, momento en que la Revolución Industrial se encuentra en su apogeo.

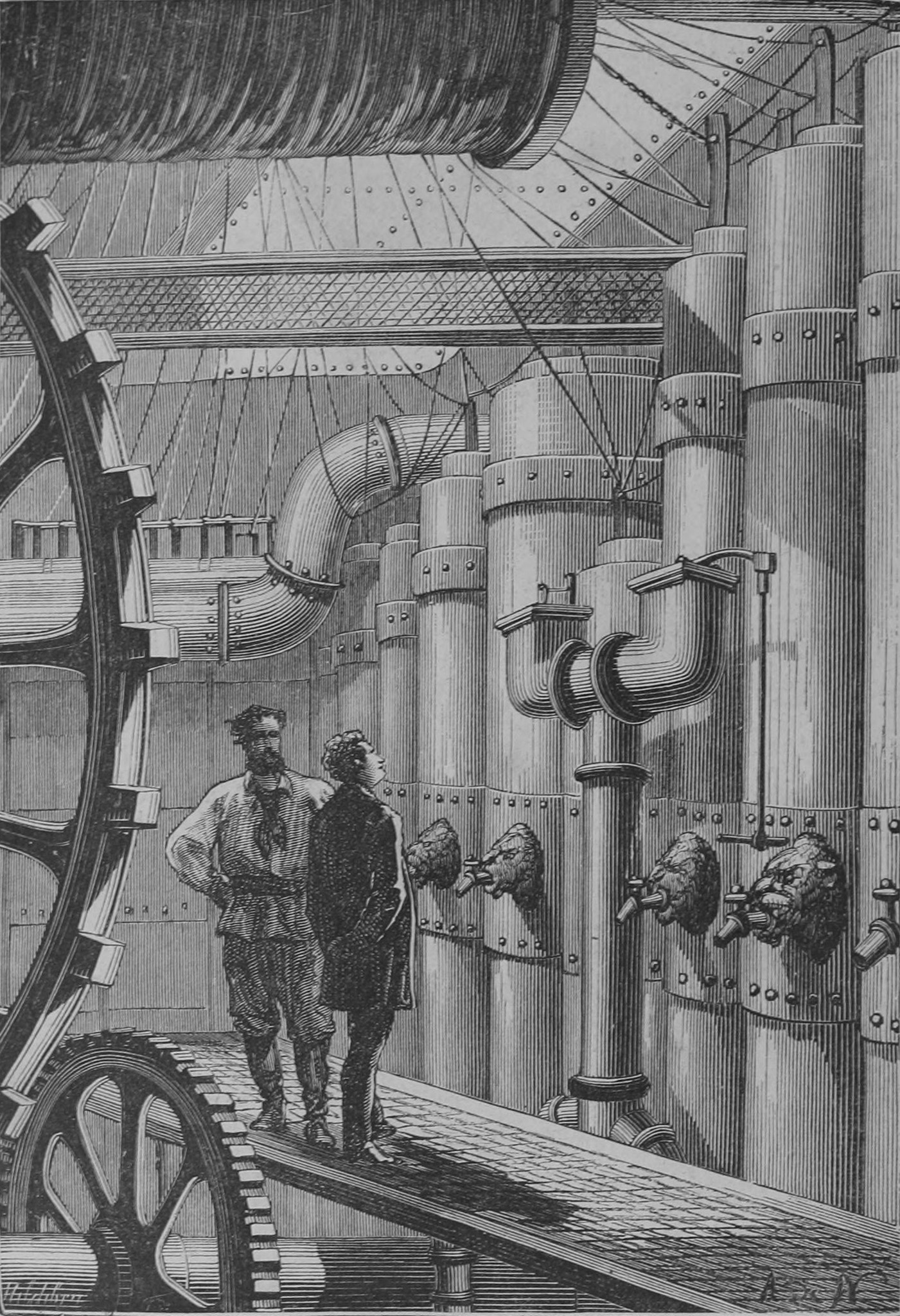
Interior del Nautilus imaginado por el artista Alphonse de Neuville en 1870.

El subgénero recurre usualmente a realidades supuestas en las que la civilización ha tomado un camino científico diferente al actual, reemplazando la electrónica, los modernos combustibles y otros avances científicos por la tecnología del vapor (steam en inglés) y la combustión del carbón. Como ejemplo y tal y como presenta la novela La máquina diferencial de William Gibson y Bruce Sterling, se plantea la posibilidad de haber avanzado a la actual era de la informática por medio de máquinas sumadoras similares a la de Charles Babbage (con ruedas dentadas y tarjetas perforadas) en vez de la válvula de vacío y posteriormente del transistor. El steampunk, por tanto, se sitúa en un punto donde la sociedad ha abrazado un camino más consumista gracias al positivismo depositado en pos de la ciencia y la tecnología, donde éstas conceden a la gente que mora en este diferente mundo una vida cómoda y emocionante, pero sin llegar al distópico control o decadencia habituales de otras tendencias en la ciencia ficción como el cyberpunk o, en ocasiones, el dieselpunk.
El mundo que imagina el steampunk, como se puede descubrir, es un mundo que parece anclado en las historias de Julio Verne y H.G. Wells, padres de la moderna ciencia ficción, pero lejos de la realidad, tan avanzado científicamente, en su extraña y retorcida forma de hierro, carbón y vapor, como el nuestro. El steampunk también debe su inspiración en novelas de aventuras y ciencia romántica, como las de Arthur Conan Doyle, Mark Twain y Mary Shelley.
El steampunk original, ya que a día de hoy este subgénero se ha convertido en un movimiento plástico y maleable, es más positivista frente a la tecnología; mostrando ésta casi de forma romántica, donde sus historias son claramente utópicas y optimista, donde los problemas de esa época (superpoblación, racismo, pobreza y desempleo) conviven con los más extraños inventos propulsados por carbón y vapor.

## Influencias
La influencia que nutre a la corriente steampunk se encuentra, principalmente, en la ciencia ficción primitiva encontrada en las obras creadas durante el siglo XIX, así como de los elementos más característicos de la sociedad y cultura presentes en este periodo histórico concreto, poniendo un especial énfasis en la cultura británica de la épocas victoriana y eduardiana.
Obras como Frankenstein (1818) o El último hombre (1826) de la escritora romántica Mary Shelley no solo crearon precedentes para la moderna ciencia ficción, sino que hoy en día siguen siendo inspiración para estos y para la novela steampunk que se mueve por derroteros más oscuros y góticos.
Avanzando en el tiempo, el subgénero bebe de relatos de primitiva ciencia ficción como Un yanqui en la corte del Rey Arturo (1889) de Mark Twain o aquellas historias protagonizadas por el profesor Challenger y escritas por Arthur Conan Doyle, siendo El mundo perdido (1912) una de las más conocidas por el público.
A pesar de ser un autor casi desconocido para los lectores, los relatos cortos de Edward Page Mitchell, han demostrado ser también una gran inspiración para el steampunk y para la ciencia ficción en general, señalando ejemplos como The Crystal Man (1881), The Clock that Went Backward (1881), The Tachypomp (1874) y The Ablest Man in the World (1879) donde podemos encontrar temas como la invisibilidad, los viajes en el tiempo, la robótica y el teletransporte.
Pero sin duda, si se intenta encontrar una influencia clara dentro de este subgénero, su inspiración más directa bebe de dos autores en concreto, Julio Verne y H. G. Wells, considerados los verdaderos padres de la moderna ciencia ficción y precursores de este género. Mencionando tan solo, a modo de ejemplo, algunas novelas de estos autores que han estimulado en gran medida al steampunk, por parte de Julio Verne podríamos destacar Veinte mil leguas de viaje submarino (1869), De la Tierra a la Luna (1865) o París en el siglo XX (publicada por primera vez en 1994) todas ellas visionarias y adelantadas a su tiempo y de un carácter más utópico y agradable hacia la tecnología. En el caso de H.G. Wells, el cual a diferencia de Verne tiende a ser más crítico con la tecnología y el uso indebido de esta, se puede resaltar sus siguientes obras, La máquina del tiempo (1895), El hombre invisible (1897) y La guerra de los mundos (1898).
No solo el steampunk bebe del género literario, también lo hace de los inicios del cinematografía. Este subgénero le debe muchísimo a Georges Méliès, pionero cineasta donde trabajos como Viaje a la Luna (1902), Le Voyage à travers l'Impossible (1904) o Á la Conquète du Pole (1910), mencionando tan solo una escasa lista, no solo han marcado el moderno cine, ya sea este de ciencia ficción o no, sino también la marcada estética del steampunk. También lo hace a su vez, aquellos artistas gráficos que plasmaron sus impresiones ilustrando las novelas antes mencionadas y que hoy no solo ofrecen una imagen visual sino también una inspiración para el subgénero, como ejemplo de estos artistas y pintores cabria destacar a Albert Robida por sus ilustraciones futuristas de la época, ahora equivocadamente llamadas retrofuturistas por muchos, y por su desconocida obra también anticipada a su época encontrada en la trilogía formada por Le Vingtième Siècle (1883), La Guerre au vingtième siècle (1887) y Le Vingtième Siècle. La vie électrique (1890) enfocadas más en los desarrollos sociales pero no carentes de los tecnológicos.
Este subgénero no encuentra únicamente sus orígenes en la ciencia ficción y muestra de ello es que obras de autores como Lewis Carroll, Bram Stoker u Oscar Wilde o incluso las historias de Sherlock Holmes del escritor Arthur Conan Doyle, que han influido, e influyen a este subgénero emergente a pesar de entrar en géneros tan variados como literatura fantástica, misterio o terror.

## Steampunkavant la lettre

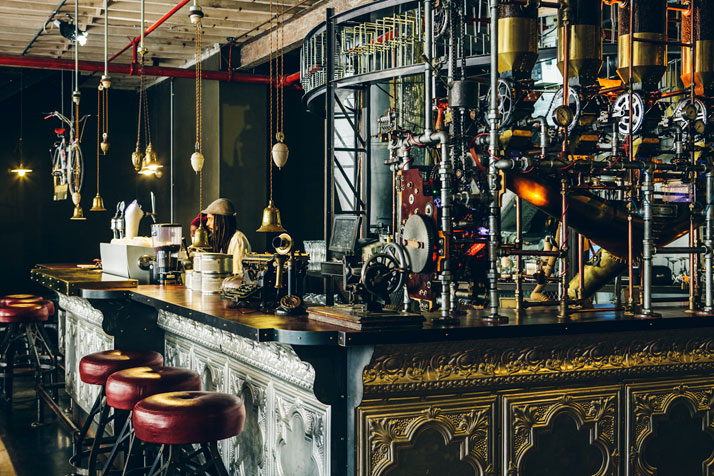
Truth Coffee, un café steampunk en Ciudad del Cabo.

Muchas otras obras, que comparten la influencia y el estilo de las novelas de romance científico del siglo XIX a manos de Julio Verne, H.G. Wells, Mark Twain y Mary Shelley fueron concebidas mucho antes de que el término steampunk fuera acuñado, pero estas, comparten la gran mayoría de características que hoy forman al subgénero.
Titus Alone (1959), de Mervyn Peake, fue la pionera y se anticipó al resto de obras dentro del subgénero steampunk. Jim West (1965 a 1969), una serie original de la CBS y que inspiró a la película Wild Wild West de 1999, es considerada el primer trabajo, dentro de la pequeña pantalla, sobre este subgénero. De la misma forma, la película Brazil (1985) se considera una importante influencia para este subgénero, de la misma manera que para el dieselpunk.
Aunque la novela de K. W. Jeter, Morlock Night (1979) es considera el primer trabajo de este subgénero, Keith Laumer hizo una temprana contribución a este con Worlds of the Imperium (1962). Queen Victoria's Bomb (1967) de Ronald W. Clark y Warlord of the Air (1971) de Michael Moorcock han sido citados como influencias de la misma forma que A Transatlantic Tunnel, Hurrah! (1973) de Harry Harrison, una novela donde se nos muestra un alternativo 1974, donde locomotoras atómicas, barcos voladores propulsados por carbón, ornamentados submarinos y diálogos victorianos son comunes en el Imperio Británico que nos ofrece la obra.
Dentro del mundo de la historieta, en febrero de 1980 Richard A. Lupoff y Steve Stiles publicaron el primer capítulo, de una tira de prensa dividida en diez partes de su “The Adventures of Professor Thintwhistle and His Incredible Aether Flyer”, considerado el primer trabajo de este subgénero dentro del cómic.

## Categorías dentro de la ficciónsteampunk
Lejos de ser un subgénero caduco, el steampunk se encuentra en pleno apogeo y muestra de ello son los diferentes temas donde los elementos steampunk pueden ser encontrados. Diferenciando mínimamente estos temas, el steampunk puede ser limitado en las siguientes categorías:

### Steampunk histórico

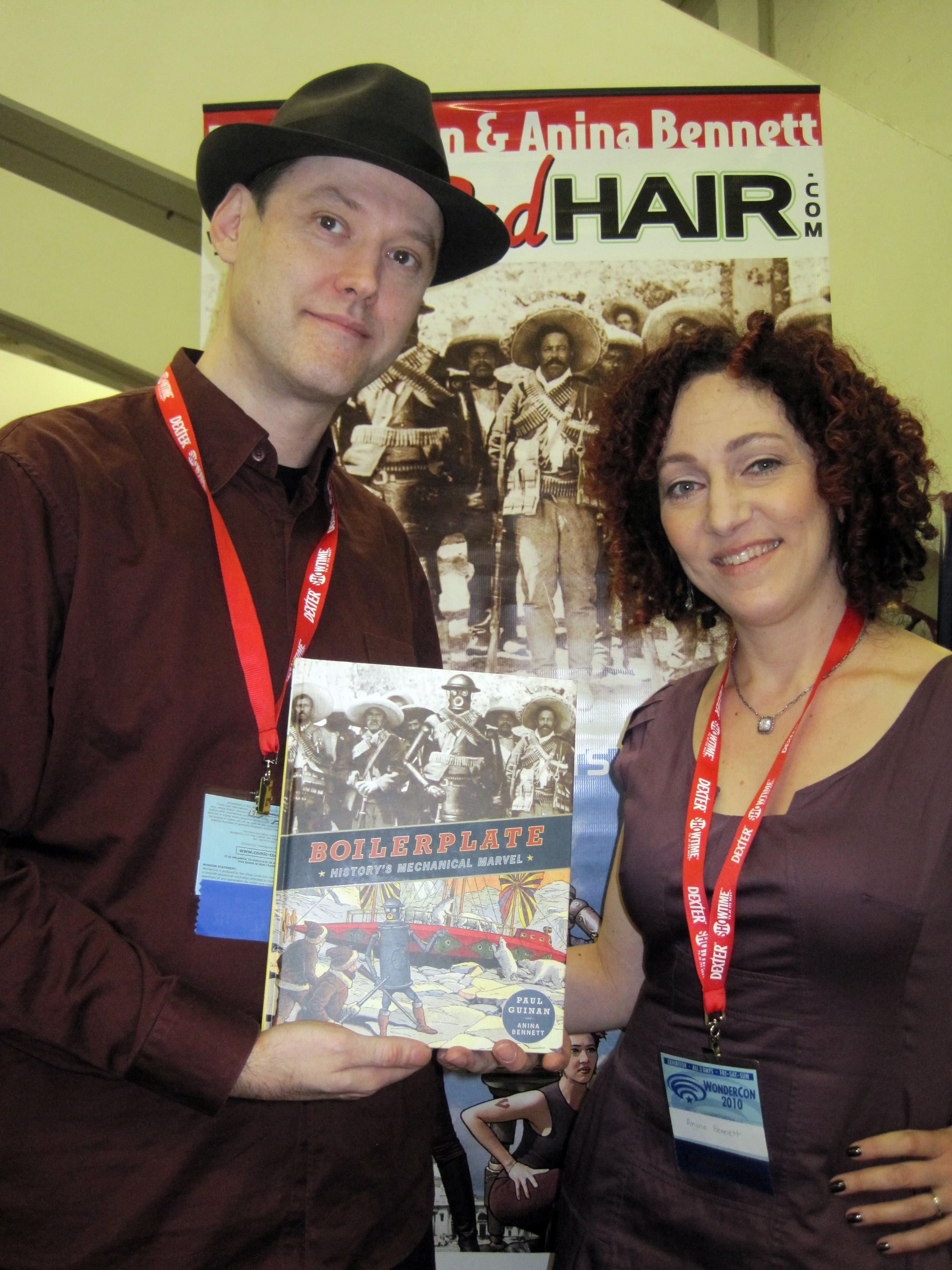
Paul Guinan y Anina Bennett, los autores de Boilerplate: History's Mechanical Marvel, en la WonderCon de 2010.

En rasgos generales, esta categoría tiende a ser más purista con los elementos históricos, mostrando relatos de ciencia ficción dentro de un periodo histórico reconocido por el lector, habitualmente una versión alternativa de este periodo, donde la Revolución Industrial ya ha comenzado pero la electricidad aún no ha dado sus primeros pasos, mostrando un especial énfasis en aquellos artilugios y maquinarias alimentadas por carbón y vapor. El momento histórico más común para la ficción steampunk son las épocas victoriana y eduardiana donde la Revolución Industrial tiene su auge. Este tipo de relatos tienden a presentar historias donde sus protagonistas conviven e interactúan con personajes históricos conocidos por el lector, acercando de esta forma el subgénero a la ucronía.
Algunos ejemplos de trabajos dentro de esta categoría son la mencionada novela La máquina diferencial, la cual se sitúa en una época victoriana, en donde el Partido industrial radical, obtiene el poder, y el matemático Charles Babbage construye exitosamente su proyectada máquina diferencial, el juego de rol, Space: 1889, ubicado una vez más en una época victoriana alternativa, donde satélites heliográficos orbitan la Tierra, y vehículos espaciales a vapor viajan por el espacio o Boilerplate, la ficticia biografía de un robot a finales del siglo XIX de Paul Guinan, la cual comenzó siendo un montaje fotográfico en su página web, más tarde adquirió cobertura internacional al creerse estas imágenes reales, y finalmente se adaptó como un libro ilustrado llamado Boilerplate: History’s Mechanical Marvel en 2009.
A pesar de que el steampunk histórico normalmente bebe más de la ciencia ficción que la fantasía o el terror, un gran número de obras incorporan elementos mágicos o sobrenaturales a sus tramas. Morlock Night, escrito por K.W. Jeter, muestra el intento del mago Merlín por alzar al rey Arturo de nuevo para salvar a una Inglaterra de 1892 de una invasión de Morlocks venidos del futuro. Las Puertas de Anubis de Tim Powers, describe a una cábala de magos entre los mendigos y ladrones del subterráneo de Londres de principios del siglo XIX. El cómic creado por Alan Moore e ilustrado por Kevin O´Neill, La Liga de los Hombres Extraordinarios, reúne a varios de los personajes míticos extraídos de la literatura fantástica de la época victoriana en una nueva trama de misterio y aventuras.

### Steampunk en entorno fantástico
Aunque muchos de los trabajos originales dentro del steampunk están ambientados en un entorno histórico, desde 1990 el término steampunk se ha extendido a muchas otras obras en las que es difícil reconocer un periodo histórico concreto, ambientando estas historias, habitualmente, en mundos completamente imaginarios donde criaturas mitológicas o legendarias conviven con los elementos tecnológicos y anacrónicos propios de la novela steampunk.
La novela de China Miéville, La Estación de la Calle Perdido (2000) ambientada en un mundo donde la magia y la tecnología steampunk conviven o la saga iniciada con The Court of the Air (2007) por el autor Stephen Hunt que reimagina una época Victoriana cargada de elementos fantásticos son ejemplos de la novela steampunk en entorno fantástico. Así mismo, el mundo del videojuego se ha visto influido también por este particular subgénero como Arcanum: Of Steamworks and Magick Obscura o la facción Vinci en Rise of Nations: Rise of Legends mencionando tan solo algunos de estos ejemplos de una abundante lista.
En ocasiones las historias steampunk se sitúan en hipotéticos futuros o en sus equivalente fantásticos, dominando en estos la tecnología encontrada en el steampunk y su estética. La serie anime, Conan el niño del futuro de 1978 presenta un futuro steampunk posapocalíptico, así como películas nacidas también del gran imaginario de Hayao Miyazaki, Nausicaä del Valle del Viento de 1984 y El castillo en el cielo de 1986. Otra película de animación El planeta del tesoro de 2002, nacida del argumento de la novela La isla del tesoro, muestra una reinterpretación de este clásico con estética claramente steampunk.

## Subgéneros derivados o influenciados por elsteampunk
Tras la aceptación y popularización del steampunk no solo como subgénero literario dentro de la ciencia ficción, sino como movimiento artístico, otros muchos subgéneros han nacido bajo su influencia o simplemente han asimilado parte de la esencia que caracteriza a este subgénero.

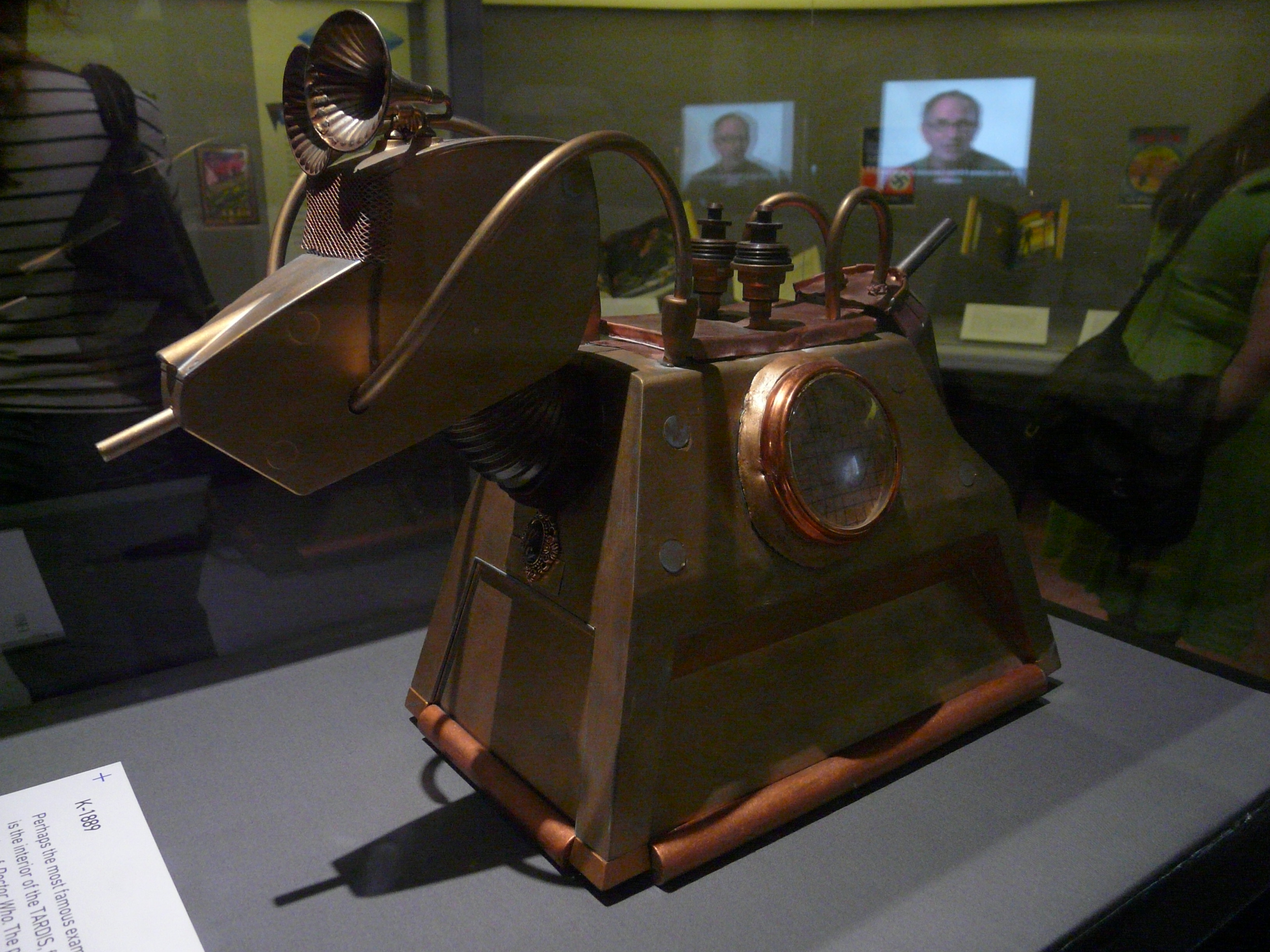
El compañero del Doctor (de la serie Doctor Who) concebido en 1889, por James Richardson-Brown.

### SteamGoth
El steamgoth es una divergencia del steampunk casi desconocida creada por el autor y artista británico James Richardson-Brown pero que ha ido ganando popularidad en Inglaterra en los últimos años. El steamgoth presenta una visión más oscura del entorno donde se desenvuelve el steampunk, sin temer incluir elementos mágicos o paranormales en sus tramas. Donde el steampunk muestra una era Victoriana de ciencia ficción, el steamgoth lo hace bajo el espectro del horror y la fantasía.
Esta divergencia es habitualmente criticada, o tachada de innecesaria, al solaparse casi por completo con los elementos encontrados en las tramas más fantásticas del steampunk.
La película Van Helsing de 2004 donde el conocido cazador de monstruos creado por Bram Stoker debe combatir en la Transilvania de 1887 al Conde Drácula, al monstruo de Frankenstein e incluso el Hombre Lobo se puede considerar un vago ejemplo de steamgoth en el cine.

### Gaslamp fantasy
También conocido como gaslight fantasy o gaslight romance, es una divergencia del steampunk acuñada por Kaja Foglio para distinguir el trabajo de su marido y el suyo en “Girl Genius” de este subgénero. Esta divergencia tiende a mostrar un entorno muchísimo más fantástico dentro de la era Victoriana sin poner un énfasis en la tecnología y la revolución industrial.
De la misma forma que ocurre con el steamgoth, esta divergencia tiene sus detractores, reprochándola normalmente de ser un término puramente comercial, aunque este término también ha empezado a ser utilizado de forma retroactiva para describir las obras encontradas en la era Victoriana como los trabajos de Bram Stoker, Julio Verne o Arthur Conan Doyle.

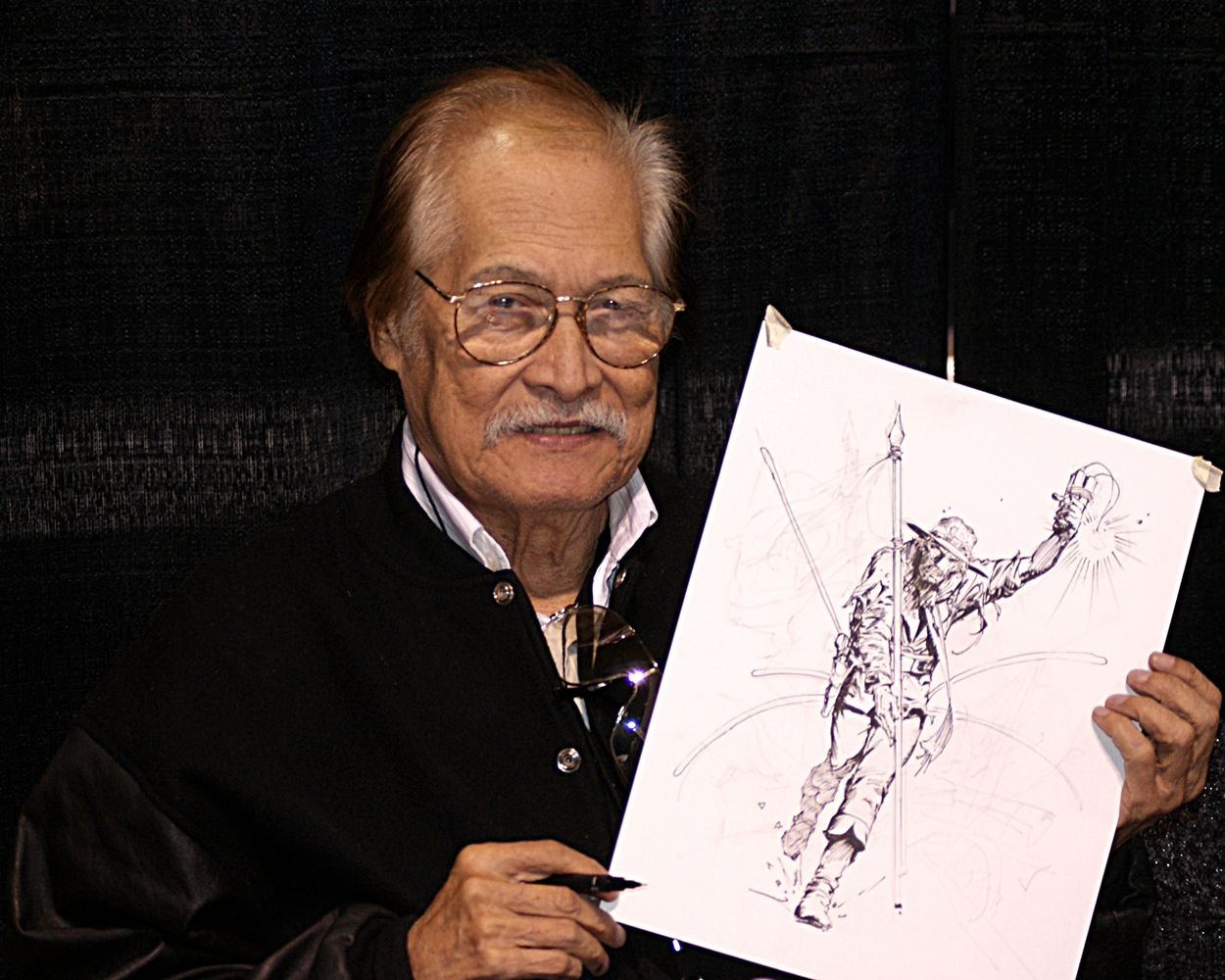
Tony de Zúñiga en la Calgary Comic & Entertainment Expo en junio de 2011, cocreador de Jonah Hex.

### Weird West
Castellanizado también como el "Extraño Oeste", es un subgénero que mezcla el western clásico con otros géneros como el horror, la fantasía y la ciencia ficción. El nombre de este género proviene del cómic de DC "Weird Western Tales" de 1970 y ha sido popularizado por Joe R. Lansdale. La ciencia ficción dentro del Weird West se presenta como elementos anacrónicos en la tecnología de la época, normalmente de apariencia similar a la encontrada en el steampunk.
La película de 1999, Wild Wild West basada en la serie Jim West que nos transporta a un alternativo oeste americano donde una extraña pareja debe de rescatar a un grupo de científicos e inventores secuestrados por un perturbado genio es un ejemplo de Weird West apoyado por steampunk.
Las aventuras de Jonah Hex, tanto en cómic como su adaptación filmográfica con el mismo nombre, muestran la parte más oscura de este subgénero, al mostrar historias cargadas de horror y ocultismo.
Weird West (Dlorean Ediciones), una colección de novelas cortas agrupadas de tres en tres en la que pistoleros se enfrentan a seres sobrenaturales.
En la época de las "novelas de a duro", numerosos autores publicaron weird westerns como los famosos Rancho Drácula de Silver Kane o Cazadores de Vampiros de Lem Ryan. A continuación la lista más completa hasta la fecha.
Lista de bolsilibros weird western

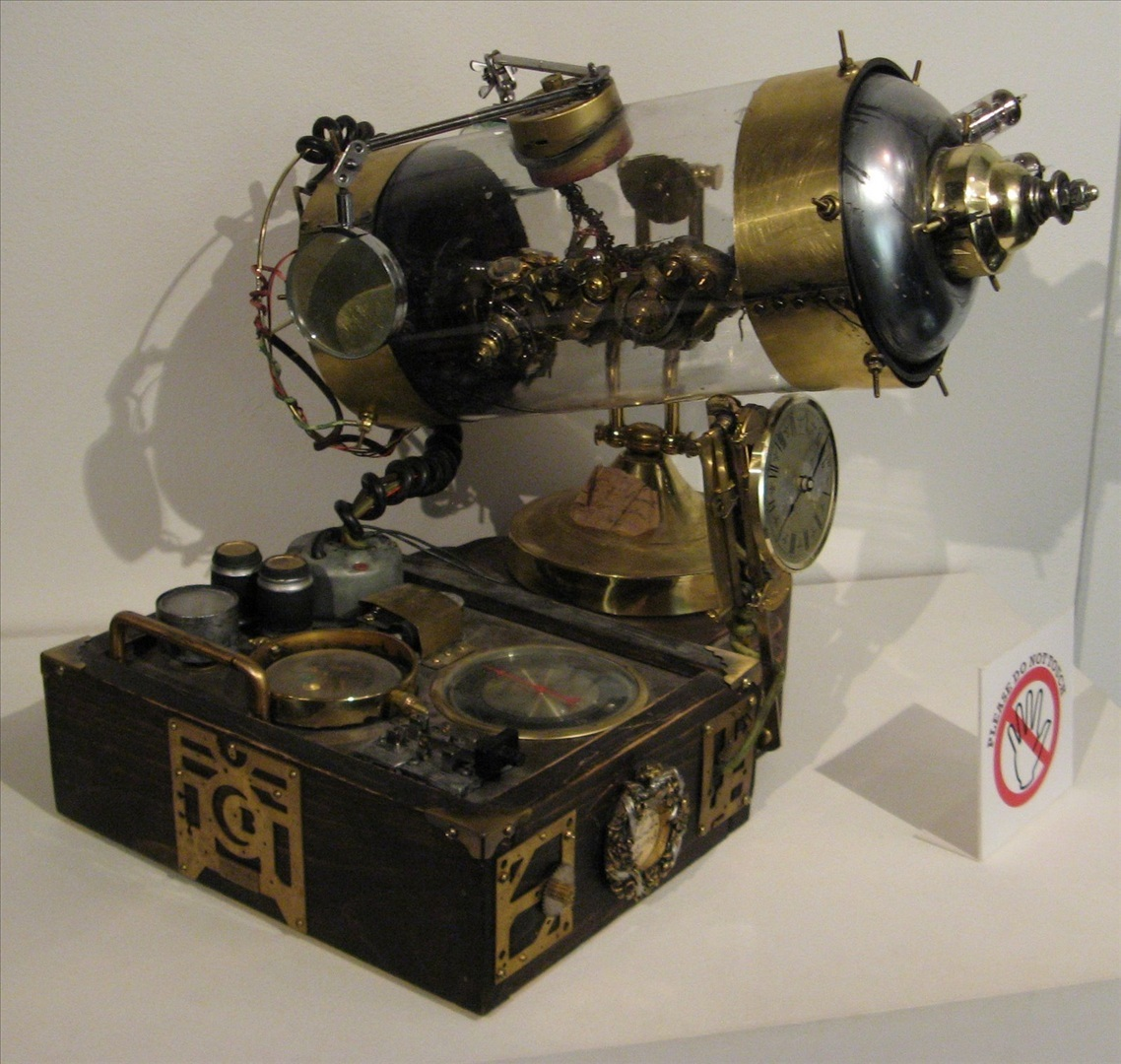
Aparato compuesto de estilo Steampunk.

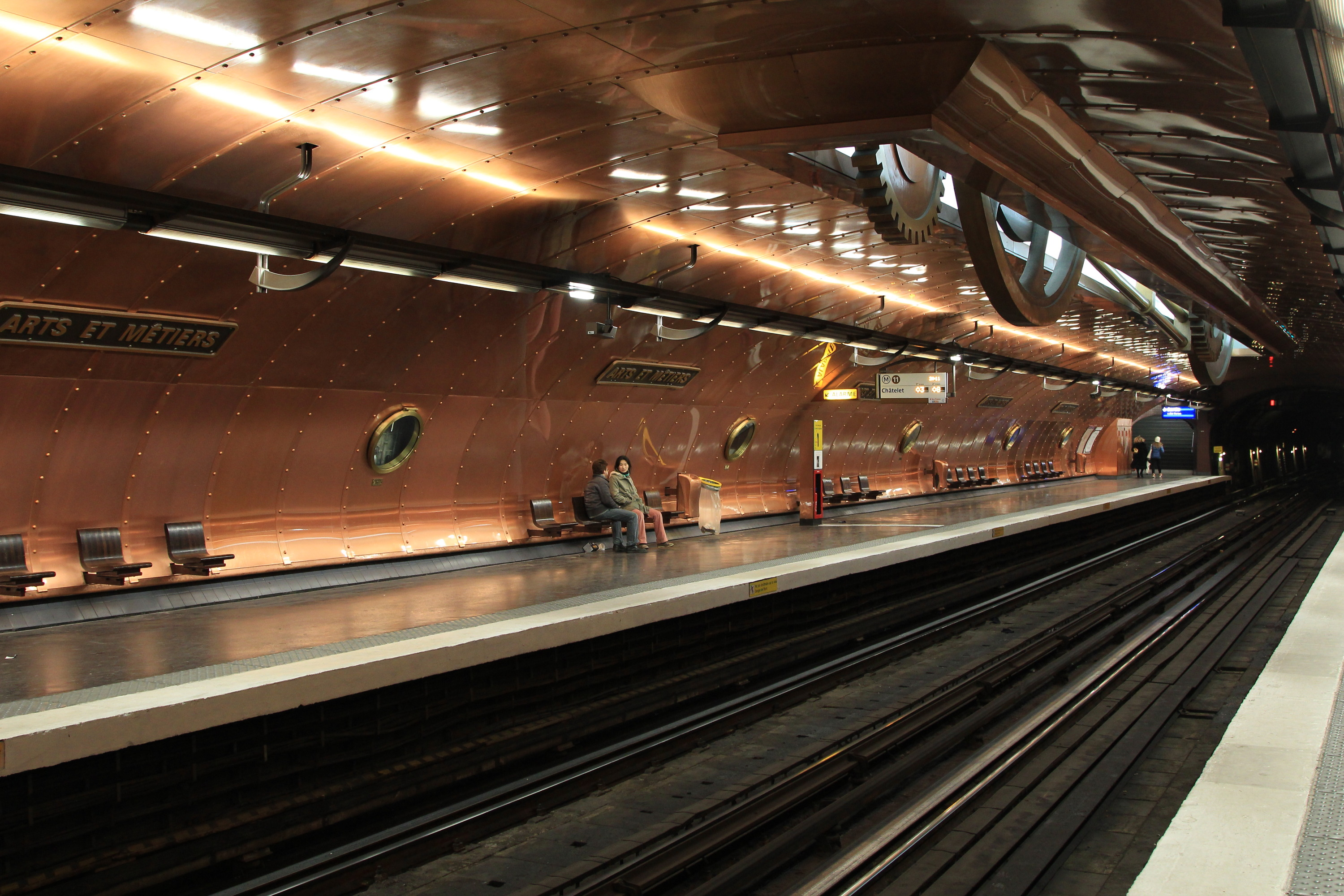
Estación de metro de París "Arts et Métiers".

- 1	Cazadores de Vampiros 	          - Lem Ryan
- 2	Diez Uñas Tiene la Noche	  - Silver Kane
- 3	Drácula en el Oeste 	          - Donald Curtis
- 4	Drácula West 	                  - Donald Curtis
- 5	Duelo contra nadie	          - Donald Curtis
- 6	El Destripador viajó al Oeste 	  - Donald Curtis
- 7	El Diablo y la señora Scott 	  - Silver Kane
- 8	El Exorcista en el Oeste 	  - Silver Kane
- 9	El exterminador fantasma	  - Donald Curtis
- 10	El Fantasma de Panaroma House 	  - Silver Kane
- 11	El monstruo va al oeste 	  - Donald Curtis
- 12	El Pistolero Fantasma 	          - Donald Curtis
- 13	El Pistolero que no Existía 	  - Donald Curtis
- 14	El rancho de las mujeres muertas  - Silver Kane
- 15	El Valle de los Fantasmas 	  - Silver Kane
- 16	Espectro que cabalga	          - Donald Curtis
- 17	Esqueletos en la noche	          - Donald Curtis
- 18	Estampida Fantástica 	          - Kent Davis
- 19	Extraños Pistoleros 	          - Donald Curtis
- 20	Huida al pasado	                  - Law Space
- 21	La Hacienda del Ahorcado 	  - Donald Curtis
- 22	La Quebrada del Terror 	          - Donald Curtis
- 23	Las manos del muerto	          - Donald Curtis
- 24	Lobos Humanos en el Rancho	  - Donald Curtis
- 25	Luna de Sangre y Muerte 	  - Donald Curtis
- 26	Quebrada del chacal	          - Donald Curtis
- 27	Rancho Drácula	                  - Silver Kane
- 28	Terror en El Dorado 	          - Donald Curtis
- 29	Ultratumba	                  - Gordon Lumas
- 30	Vampiros en Tolar	          - Meadow Castle

## Obras dentro del subgénerosteampunk

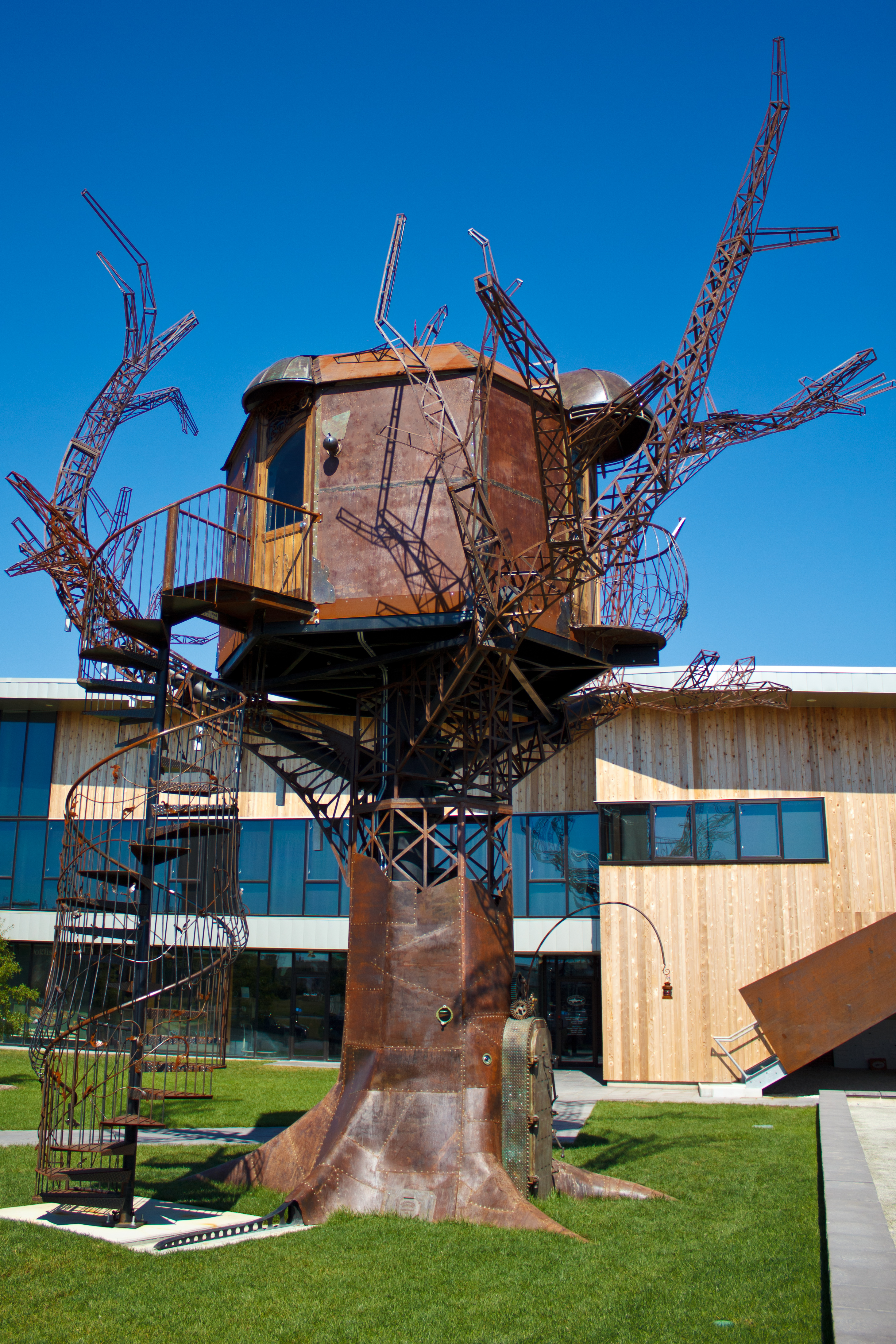
La casa del árbol Dogfish Head se encuentra fuera de su cervecería en Milton (Delaware), Estados Unidos.

A pesar de tratarse de un reciente subgénero, dentro de la ciencia ficción especulativa, los trabajos basados e influenciados en las características que forman el steampunk se han ido abriendo paso, desde la literatura, hasta asentarse en la cultura popular actual, abarcando una amplia colección de artes artísticas.

### Steampunken la literatura
Dentro del dilatado abanico de artes que beben de la corriente steampunk, la literatura, como pionera del subgénero, ha sido, y es hoy en día, la más beneficiada y por tanto la que más obras ofrece sobre este subgénero al público.
Tal y como se ha mencionado en su origen, el subgénero nació en manos de tres autores conocidos por sus trabajos de ciencia ficción en general, y cyberpunk, en particular, K. W. Jeter, padre del género, con Morlock Night (1979) e Infernal Devices (1987), Tim Powers con Las Puertas de Anubis (1983) y James Blaylock con Homúnculo (1986) pero no adquirió, hasta 1991, con la novela La máquina diferencial de William Gibson y Bruce Sterling, el reconocimiento general dentro de la literatura que impulso finalmente al subgénero.
A pesar de editarse otras tantas novelas de temática steampunk durante estos años, no fue hasta 1995, con la Steampunk Trilogy de Paul Di Filippo, cuando se usó este nombre como título. Esta novela consiste en tres relatos de esta temática, Victoria, donde imagina la suplantación de la reina Victoria por una réplica suya de la raza salamandra, del relato La guerra de las salamandras (1936), Hottentots, presentando una invasión de Massachusetts a manos de los monstruos concebidos por la mente de Lovecraft y finalmente Walt and Emily, un relato romántico con Walt Whitman y Emily Dickinson como protagonistas.
El escritor China Miéville, presentó en el 2000, con La Estación de la Calle Perdido, el mundo de Bas-Lag, un entorno fantástico donde se desenvuelve la característica temática steampunk, y que no vería hasta cuatro años después, con El consejo de hierro, el final de una saga de tres volúmenes. Tan solo un año después de la publicación del primer tomo ambientado en el mundo de Bas-Lag, Philip Reeve, comenzó su Hungry City Chronicles, con Mortal Engines, y que vería su culminación en 2007, para en 2011 presentar una precuela de esta particular saga, donde muestra una sociedad de ciudades “caníbales”, iniciada diez años antes.
Leviathan (2009) de Scott Westerfeld e ilustrada por Keith Thompson, busca sumergir al lector en una Primera Guerra Mundial donde las Potencias Centrales (Clankers) están caracterizadas por el uso de enormes máquinas de guerra, mientras que el Triple Entente (Darwinists) es conocido por el uso de criaturas evolucionadas únicamente para esta. Esta novela tuvo continuación con Behemoth (2010) y más tarde esta con Goliath (2011).

#### Steampunk en la literatura infantil y juvenil
Dado que dos de los autores más influyentes en este subgénero, Julio Verne y H.G.Wells, son habituales en las lecturas juveniles, el steampunk es habitual en esta demografía, con artículos en prensa y medios especializados. Destacan Philip Reeve (Máquinas mortales) y Scott Westerfeld (Leviathan) en la escena internacional y Ledicia Costas (La señorita Bubble) y Diego Arboleda (Los descazadores de especies perdidas) en español.[cita requerida]
La serie de libros juveniles Lockwood & Co. de Jonathan Stroud se desarrolla en un Londres fantástico con reminiscencias victorianas que comparte características steampunk como el uso de iluminación no eléctrica, vestimenta elaborada y creación de artefactos inusuales y visualmente llamativos, así como el uso de estoques y partículas de hierro para combatir a los fantasmas.

#### Literaturasteampunken español
En países de habla hispana, como México o Chile, el subgénero es muy popular, y existen grandes escritores que lo han enriquecido con sus aportes literarios.
Cada vez es más fácil encontrar autores españoles que exploren el imaginario steampunk y lo enriquecen con sus propias ideas.
Una de las primeras obras de este retrofuturismo, por orden cronológico, es "Fiat 600" (1997) de Álvaro Robles, ganador del Fondart Nacional sección literatura 1997, Danza de tinieblas (2005) del autor Eduardo Vaquerizo y finalista del premio Minotauro 2005 y ganadora del Ignotus en 2006. La trama de Danza de tinieblas nos sitúa en una ucrónica España de 1927 tras un cambio en la línea sucesoria de la Casa Real española en 1571.
A esta novela, le sigue El mapa del tiempo (2008) la primera parte de la llamada Trilogía Victoriana del autor Félix J. Palma, seguida por El secreto de los dioses olvidados (2010) de Rafael González y Los relojes de Alestes (2010) de Víctor Conde. Al siguiente año se publica Los horrores del escalpelo (2011) de Daniel Mares. Ese mismo año la joven escritora chilena del género steampunk Sascha Hannig publica su novela "Misterios y revelaciones en Allasneda".
2012 demostró ser un año fructífero para la literatura steampunk en España. En este año se publicó la primera antología de relatos steampunk compuesta exclusivamente por autores españoles. Su título fue Steampunk: antología retrofuturista y la selección de textos y el prólogo estuvieron a cargo de Félix J. Palma, quien publicó ese mismo año la segunda parte de la Trilogía Victoriana, El mapa del cielo (2012), además de Ecos de voces lejanas (2012) de Josué Ramos y Las Eternas (2012) de Victoria Álvarez, todas estas novelas tocan desde el steampunk histórico al fantástico.
En 2013 se publican otras dos antologías steampunk, "Ácronos" de Tyrannosaurus Books y "Steam Tales" de Dlorean Ediciones. "Ácronos" cuenta además con un segundo volumen publicado en 2014 y un tercer volumen publicado en 2015. El cuarto y último número se publicó en febrero de 2016. La colección completa fue coordinada por los escritores Josué Ramos (España) y Paulo César Ramírez (México)
En septiembre del 2013 la editorial con sede en Salamanca, Dlorean Ediciones, lanzó tres novelas steampunk dentro de su línea "Colección Tesla": "Lendaria" de Josue Ramos, "El Dirigible" de Joseph Remesar y "La Máquina del Juicio Final" de Raúl Montesdeoca.
En 2014, se publicó Retrofuturismos, la segunda parte de la antología de autores españoles recopilada por Félix J. Palma en 2012. También se anunció para comienzos de 2015 la traducción al inglés de la primera gran antología de autores speampunks españoles y latinoamericanos, The Best of Spanish Steampunk, editada y traducida por James y Marian Womack.
En 2014, Neonauta Ediciones publica en Bilbao, España "Reward" (también conocida como "Reward, el ojo del diablo"), del escritor mexicano Paulo César Ramírez, un bolsilibro en donde se combina el Weird West con el Steampunk, en una ucronía que se ambienta en una realidad en la que los Sudistas no fueron vencidos en la Guerra Civil estadounidense, y forman su propio país desligado de la Unión: Los Estados Confederados de América.
En 2018, se publica ¨Capitán Cid: Artemis¨, del escritor Daniel R.Villarreal una nueva novela que fusiona el Steampunk con ópera espacial basándose en un escenario de una España futurista, a lo largo de ese mismo año e inicios del 2019 se publican la segunda parte, Capitán Cid: Esperanza, el cual tiene una trama y estética fantástica puramente steampunk.
En 2018, en México, el escritor Pedro Paunero publica "Señor de las máscaras" (Camelot América), primera parte de una trilogía que combina el Weird West con el Steampunk, en el marco de una Revolución mexicana alternativa.

#### Steampunk en Chile
El primer autor del género en Chile fue Sergio Meier, con su novela "La segunda enciclopedia de Tlön" (Editorial Puerto de escape, 2007). Sin embargo, Meier fallece en 2009 de cáncer, y así con él también dormirían las ideas de instaurar este tipo de literatura en el entorno nacional. Aun así han sido varios los autores que han continuado el legado de Meier, como Hannig, incorporando elementos del género en sus novelas. Sin embargo, ha sido en el arte gráfico donde más ha crecido.
El año 1997 Álvaro Robles escribió "Fiat 600", texto de relatos experimentales en los cuales utilizó de manera original elementos del steampunk y el cyberpunk, siendo cercano a la estética que desarrolló William Burroughs, esta obra fue ganadora del Fondart Nacional sección literatura. Será el año 2011 el que se podría considerar el año del renacimiento del steampunk en Chile. Pues, además de volver las novelas de este género, se inicia la fundación de la Comunidad Steampunk en Chile, y se publican tres obras nacionales: "Misterios y revelaciones en Allasneda" escrita por Sascha Hannig, "1899" novela gráfica de Nelson Daniel y Francisco Ortega, y "La sombra de fuego" obra de Alberto Rojas. El 2014 Sascha Hannig publica su última novela steampunk "Secretos perdidos en Allasneda" y la editorial Fantasía Austral publica una antología titulada Cuentos chilenos 'steampunk'.

### Steampunken el diseño

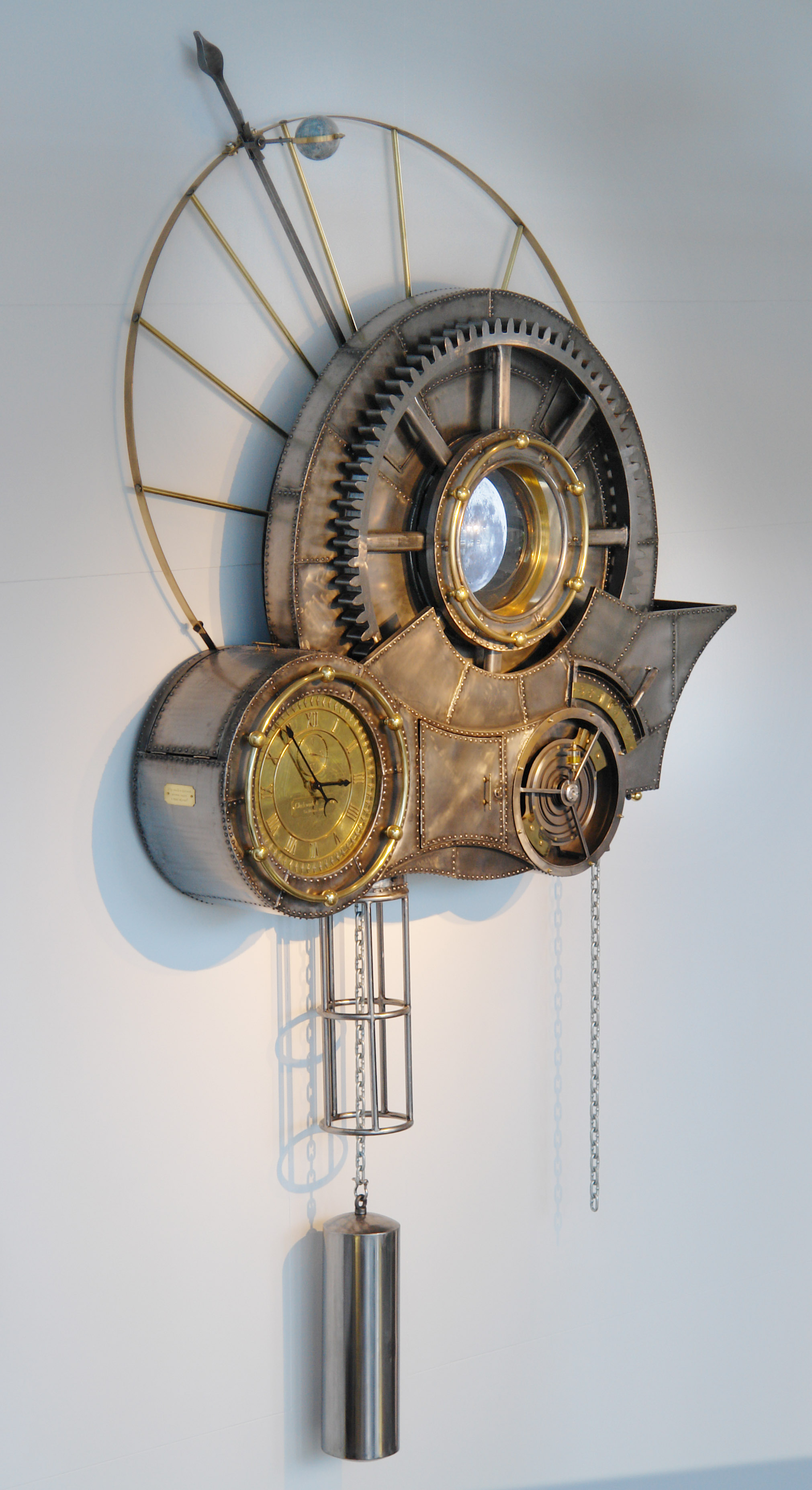
Clockwork Universe de Tim Wetherell, expuesto en Questacon.

Debido al creciente movimiento steampunk y a la mentalidad de “hazlo tú mismo” (Do It Yourself, en inglés) muchos de los objetos modernos, que ahora mismo forman parte de la vida cotidiana, son modificados por entusiastas y artistas intentando conferirles una apariencia victoriana, aspirando alcanzar el característico estilo mecánico por el que el steampunk es conocido. Ejemplos de estos objetos incluyen teléfonos móviles, ordenadores personales e incluso guitarras eléctricas, que gracias a internet, el lugar donde estos aficionados comparten sus impresiones y detallan sus trabajos, cada día son más aquellos que deciden animarse con estas creaciones donde más tarde son mostradas en convenciones y espectáculos. Pero pese a ser un movimiento tan tecnológico cada vez está siendo más adaptado a todo tipo de muebles como pueden ser sillones, cómodas, fregaderos... creando así un fuerte impacto del movimiento steampunk en decoración.
El objetivo es el de modificar por completo el objeto, rediseñarlo con los materiales apropiados de la época, el cobre, el hierro, la madera y el cuero, integrando el objeto moderno con el diseño y la manufactura victoriana. Los resultados, en la mayoría de las ocasiones, parecen sacados de aquellos encontrados en las obras literarias. Escultura, fotografía, pintura, vehículos, muebles y también utensilios de cocina, dando la impresión de que cualquier cosa puede ser modificada bajo el imaginario steampunk.
El grupo de artistas, Kinetic Steam Works, tanto en 2006 como en 2007, trabajaron en varios vehículos propulsados por vapor para el Festival del hombre ardiente. El miembro fundador de este grupo, junto con las personas que más tarde formarían el grupo artístico conocido como Five Ton Crane Arts Group crearon una casa del árbol steampunk en Oakland, la cual ha sido mostrada en números festivales hasta finalmente instalarse permanentemente en Milton, Delawere.

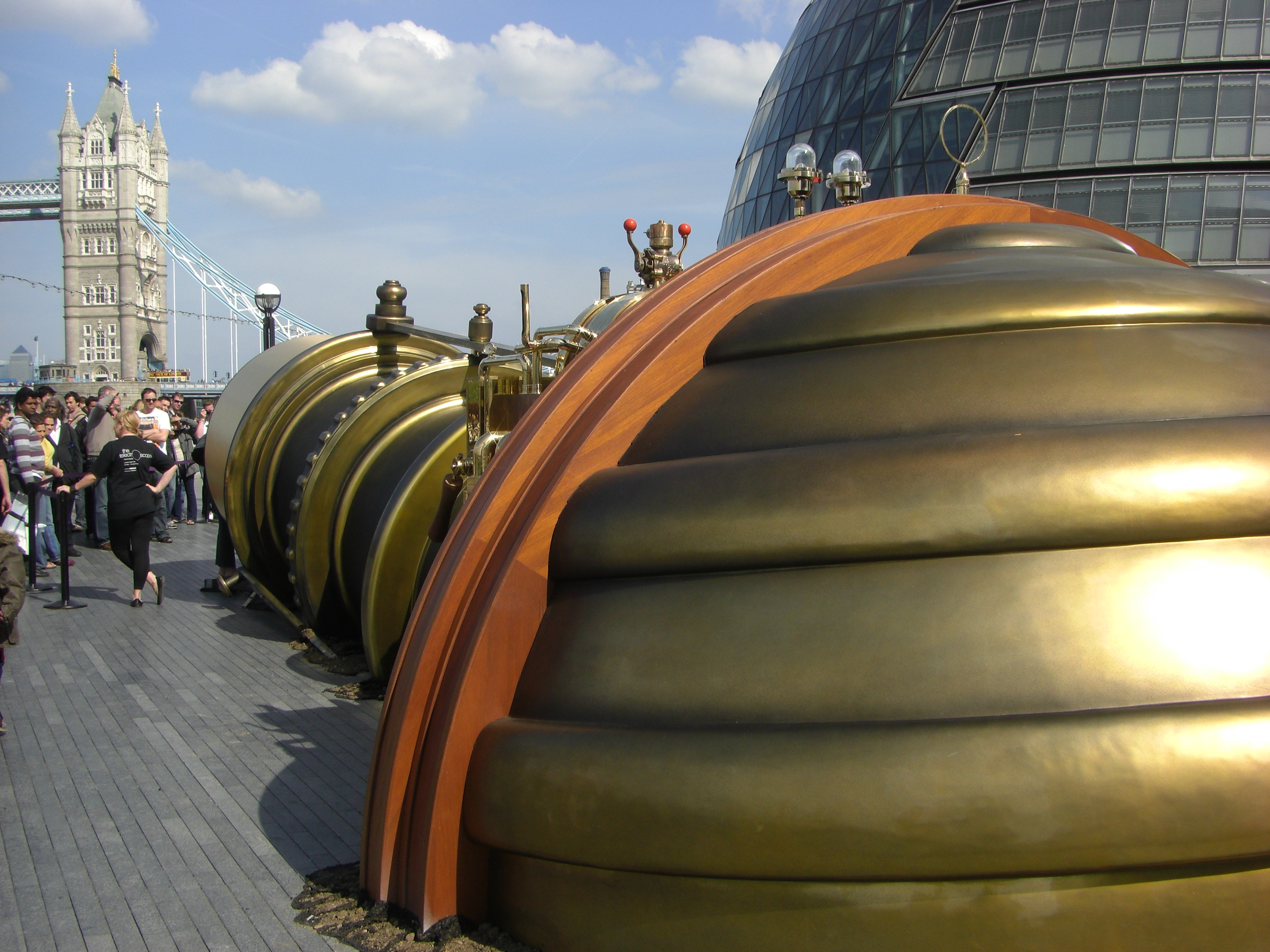
Apertura del teletroscopio de Paul St George en el City Hall de Londres.

Durante 2008, entre los meses de mayo y junio, la exhibición del escultor y artista multimedia Paul St George mostraba un vídeo interactivo que conectaba Londres con Brooklyn a través de un enorme telescopio construido bajo el estilo y perspectiva victoriana. La exhibición, sirvió como un excelente pretexto para animar a los entusiastas del movimiento steampunk de ambas ciudades a formar parte de un evento basado en la conocida novela de Julio Verne, La vuelta al mundo en 80 días.
En 2009, el artista Tim Wetherell creó una enorme muestra en una de las paredes del Questacon, el centro nacional de ciencia y tecnología de Australia, representando el concepto de un universo armónico a cuerda. Este trabajo en hierro contiene multitud de engranajes, relojes y una película en 3D en vivo sobre la luna, que fue creada para la ocasión por Antony Williams.
Desde octubre de 2009 hasta febrero de 2010, en el antiguo edificio Ashmolean, hoy el museo de historia de la ciencia de Oxford, sirvió como anfitrión para la mayor exposición de objetos artísticos de temática steampunk, apadrinados por Art Donovan y presentados por el Doctor Jim Bennet, director del museo. Albergando las obras de dieciocho artistas internacionales, desde rediseños de objetos modernos hasta artilugios fantásticos, esta exhibición consiguió fascinar a más de ochenta mil visitantes con sus curiosos ingenios, que iban desde un corazón a cuerda hasta un ratón de ordenador a vapor, siendo hasta la fecha la exposición más rentable para el museo en su historia.
2012 fue el año en que la exposición artística “Mobilis in Mobili: An Exhibition of Steampunk Art and Appliance” realizó su debut en el Wooster Street Social Club de Nueva York. Esta exposición ofrecía una amplia propuesta de artefactos nacidos de la imaginación de Bruce Rosenbaum, Christopher Conte y el autonombrado artista steampunk, Joey Marsocci, conocido como el Doctor Grymm dentro de este mundo. Entre las obras presentadas, cabe destacar, una inverosímil máquina de tatuaje automático creada con diversas piezas como una mano de masajes y diversas partes de un proyector y de una radio por el propio Doctor Grymm.

### Steampunken el cine
A pesar de que el steampunk es relativamente nuevo, el atractivo al público, la majestuosidad del subgénero y la maleabilidad de este encajan perfectamente con la moderna cinematografía, ofreciendo, día a día, una mayor cantidad de títulos donde las características del steampunk se hacen más notorias.
Fuera del subgénero, aunque asentando las bases de este en la gran pantalla, se encuentra la pionera película checa Una invención diabólica (1958). Karel Zeman, imagina en esta un mundo imposible basado en las novelas de Julio Verne, de la misma forma que ocurría tres años después en la película Master of the World (1961) guionizada por el escritor de ciencia ficción y terror, Richard Matheson. Otra película, esta vez de animación, en contemplar este subgénero antes de ser realmente acuñado es El castillo en el cielo (天空の城ラピュタ Tenkū no Shiro Rapyuta?) (1986) de Hayao Miyazaki, donde la ahora llamada estética steampunk y dieselpunk inundan el cuidado dibujo de la película.

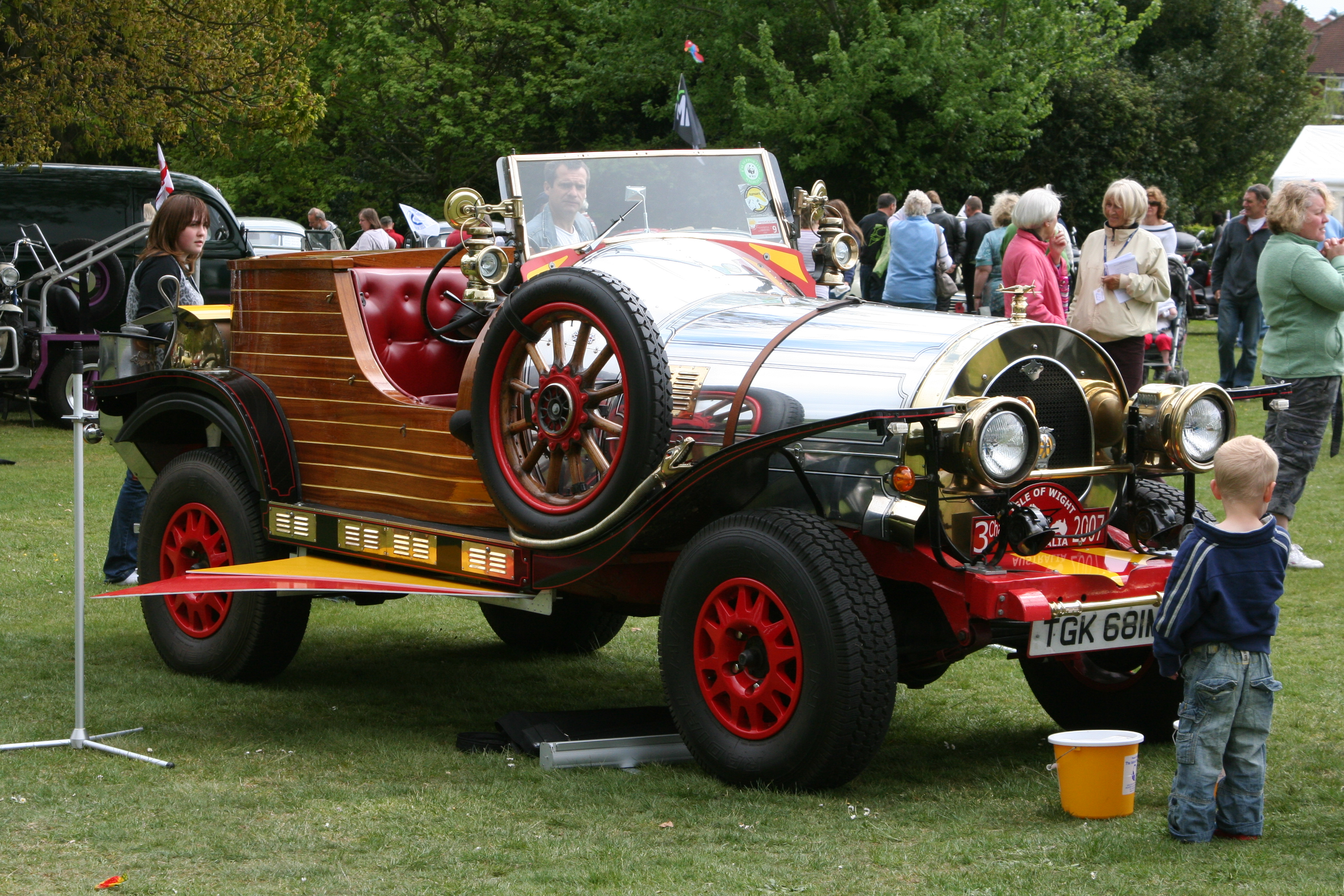
El vehículo utilizado en la película Chitty Chitty Bang Bang (1968) es un excelente ejemplo de un elemento steampunk avant la lettre dentro de la cinematografía.

No sería hasta 1999, con la película Wild Wild West, cuando el subgénero tomo importancia dentro de las salas de cine. A esta película Weird West con tintes steampunk les seguirían muchas otras como Metrópolis (メトロポリス Metoroporisu?) (2001) de Osamu Tezuka, la versión cinematográfica de la novela gráfica de Alan Moore, La Liga de los Hombres Extraordinarios (2003) o La brújula dorada (2007), película basada en la novela Luces del norte de Philip Pullman, entre otras tantas películas que han tocado este subgénero.
Resaltando finalmente tan solo aquellas películas que han marcado al subgénero se debería mencionar a la película de animación Steamboy (スチームボーイ Suchīmubōi?) (2004) de Katsuhiro Ōtomo, que muestra una intrincada Inglaterra en plena Revolución industrial y como la aparición de una fuente pura de vapor complica no solo la vida del protagonista, sino también la de aquellos espectadores que se encuentran en la Gran Exhibición del Palacio de Cristal en Londres. Dentro del mismo año, Howl no Ugoku Shiro (ハウルの動く城 Hauru no Ugoku Shiro?) (2004) de Hayao Miyazaki, y basada en la novela del mismo título, sirvió para acercar la corriente más fantástica de este subgénero al gran público.
Las misteriosas exploraciones geográficas de Jasper Morello (2005) es un corto de animación de estética steampunk que destaca por la mezcla de animación clásica (teatro de sombras) con modernas técnicas de infografía, mostrando al público una complicada historia ambientada en un mundo donde la humanidad se traslada en dirigibles.
En el 2024 se estrenó la cinta de animación mexicana “Uma y Haggen: Princesa y Vikingo” cuyo mundo está ambientado en una mezcla de Revolución Industrial con toques vikingos y rasgos prehispánicos donde existen ascensores, robots de vapor y usan combustibles fósiles.
Cerrando la lista, se encuentra la película Adèle y el misterio de la momia (2010) realizada por el cineasta francés Luc Besson y que adapta a la gran pantalla la historieta del mismo título. La película ofrece un escenario tardío para el steampunk, anclándose en un París alternativo en 1912.

### Steampunk en la historieta
Debido a su paralelismo con la literatura, el germen steampunk ha sabido propagarse dentro de este arte con especial relevancia, siendo en ocasiones, debido a lo visual de sus tramas, un excelente alimento para el canibalismo cinematográfico.

#### Corriente angloamericana

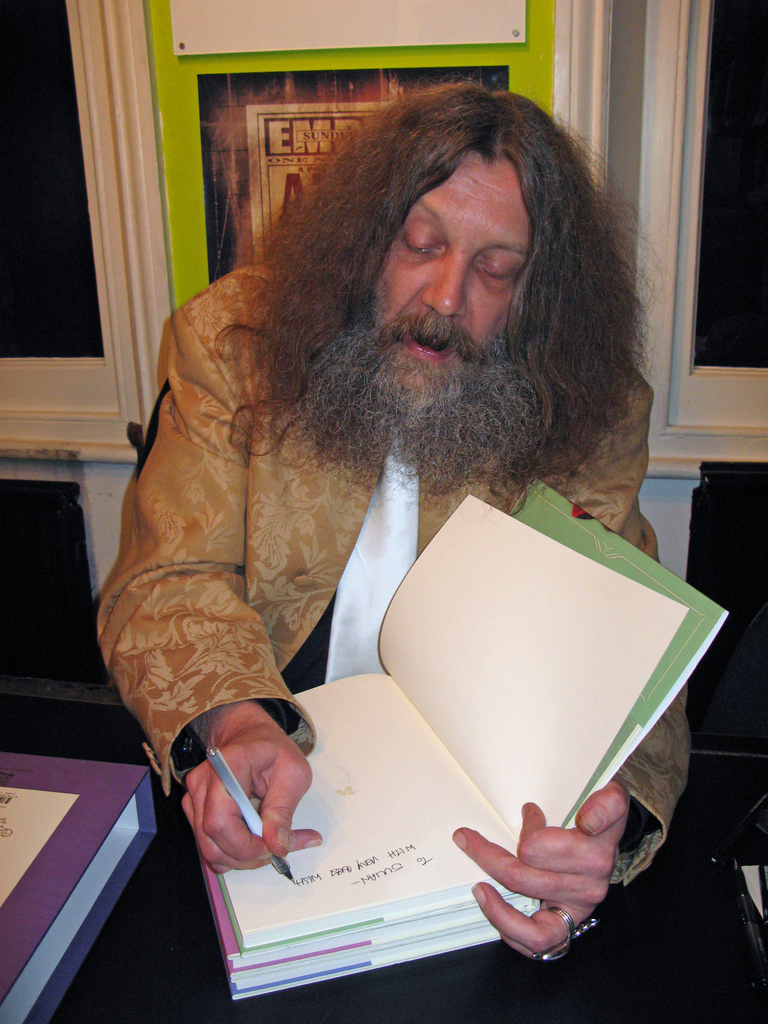
El guionista británico Alan Moore creador de la novela gráfica steampunk La Liga de los Hombres Extraordinarios.

Los primeros trabajos dentro del mundo del cómic sobre lo que hoy se conoce como steampunk, a pesar de no ser en su momento bautizados como tal, nacieron entre los últimos años de 1980 y principios de 1990. The Adventures of Luther Arkwright (1987) con guion y dibujo de Bryan Talbot, es un ejemplo temprano de un mundo paralelo con clara temática steampunk y Sebastián O (1993), guionizado por Grant Morrison relata las aventuras de un peculiar asesino en un Londres alternativo situado en una tecnológica época victoriana.
El final de la década supuso la aparición de la novela gráfica icónica para el steampunk, La Liga de los Hombres Extraordinarios (1999), de Alan Moore e ilustrado por Kevin O´Neill, la cual presenta un amalgamo pastiche de personajes, lugares y tecnologías inverosímiles propias de la literatura del siglo XIX.
La historieta bajo los lápices de Chris Bachalo, Steampunk (2000) supuso uno de los primeros ejemplos de seampunk en entorno fantástico dentro del cómic, a esta, le seguiría Girl Genius (2001) de Phill y Kaja Foglio, descrita por una de sus cocreadores como una historieta gaslamp fantasy. Mike Mignola, el creador de Hellboy, también se ha atrevido con el steampunk, siendo El asombroso Cabeza de Tornillo (2002), una de las obras steampunk más delirantes dentro del mundo del cómic, la cual fue posteriormente llevada a la pequeña pantalla. En el mismo año, Dark Horse Comics publicó una arriesgada historieta basada en la premisa de que Inglaterra, usando la tecnología marciana tras los eventos ocurridos en La guerra de los mundos, establece una posición de poder, tanto político como económico, sobre el resto del mundo. El nombre de este cómic es Scarlet Traces y corrió bajo el guion de Ian Edginton y la ilustración de D'Israeli.
El final de la década trajo dos nuevos títulos, importantes para el subgénero, que asaltaron las librerías, por un lado Captain Swing and the electrical pirates of Cindery Island (2008), obra escrita por Warren Ellis bajo los lápices de Raúlo Cáceres, y que según declaró el autor, se encuentra mucho más cerca del teslapunk que de las corrientes steampunk. Por el otro, Grandville: A Detective LeBrock Scientific Romance Thriller (2009) una novela gráfica steampunk de corte negro protagonizada por animales antropomórficos y dibujada y escrita por Bryan Talbot.
Finalizando la cronología de publicaciones angloamericanas se encuentra Lady Mechanika (2010) de Joe Benitez, la triste historia de la única superviviente de un maníaco asesino en serie, a la cual le han remplazado sus miembros amputados con partes mecánicas que utiliza en su nuevo trabajo como detective privado.

#### Corriente francobelga
La historieta europea, a pesar de ser una gran desconocida, está salpicada de grandes obras que recogen la temática, estética y ambientación de este subgénero incluso mucho antes de que el término steampunk fuera acuñado, como bien recuerdan las historietas Las extraordinarias aventuras de Adéle Blanc-Sec (1976), la cual fue llevada a la gran pantalla en 2010, o Rork (1978), la serializada epopeya de un hechicero de otra dimensión donde en ocasiones se ve rodeado de extraños artefactos que recuerdan en apariencia al steampunk.
Las murallas de Samaris (1983), título perteneciente a Las Ciudades oscuras, y creada por el dibujante belga François Schuiten y el guionista francés Benoît Peeters, presentan una ambientación con claro sabor steampunk en su dibujo, una ambientación que se repite, jugando incluso con el dieselpunk en ocasiones, a lo largo de toda la colección, siendo La Route d'Armilia (1988) una historia cargada en su totalidad de estas pequeñas referencias a ambos subgéneros.
Años más tarde, Le Réseau Bombyce, colección iniciada con Papillons de nuit (1999), fue una de las primeras historietas francesas en recibir la categoría de steampunk, esta colección presenta a lo largo de sus tres tomos una intrincada historia en torno a una bobina de una película snuff movie cerrando su arco argumental, más de diez años más tarde, con Stigmates (2010).
Las colecciones, Le Régulateur, ambientada en un mundo steampunk post-apocalíptico, y Les Arcanes du Midi-Minuit, protagonizada por Jim Mc Kalan, un agente secreto al servicio del Rey, iniciadas ambas en 2002 y continuadas durante la década, recogieron el relevo steampunk. Hauteville House (2004), Les Corsaires d'Alcibiade (2004) y Empire (2006) seguirían la estela dejada por sus anteriores, presentando cada vez nuevos mundos originales donde este subgénero se dejaba ver con más frecuencia en el panorama del cómic europeo.
En 2008 dos nuevas colecciones aparecieron, Waterloo 1911 (2008), un extraño cómic que busca sumergir al lector en un universo ucrónico donde Napoleón confía en derrotar a la pérfida Albión gracias a sus nuevas máquinas de guerra, y Clockwerx (2008), que gira en torno al descubrimiento de una nueva fuente de energía en el Londres de 1897, y como, quien controle esta, podrá controlar el futuro del mundo.

#### Corriente japonesa
Debido a la distancia, y a la visión romántica por parte de los autores y dibujantes japonenses sobre este periodo histórico, los mangas con influencias steampunk suelen ser siempre encuadrados en entornos fantásticos o en versiones muy alteradas de la Inglaterra victoriana.
Steam Detectives (快傑蒸気探偵団 Kaiketsu Jōki Tanteidan?) (1994) de Kia Asamiya, y la cual toma lugar en Steam City, una ciudad alimentada únicamente con carbón, donde un detective combate la ingente criminalidad que se esconde bajo la espesa niebla, es una de las primera obras manga en encuadrarse dentro del subgénero steampunk. El manga y luego conocido anime One Piece (ワンピース Wan Pīsu?) (1997) de Eiichiro Oda y el manga Clover (クローバー Kurōbā?) (1997), a pesar de no ser considerados steampunk por muchos seguidores de esta corriente, sí que disfrutan de elementos característicos de este subgénero.
Pocos años después les seguirían los mangas Strait Jacket (ストレイト・ジャケット Sutoreito Jaketto?) (2000), ambientada en un universo donde la magia es real y la tecnología presente es impulsada a vapor, Monkey Typhoon (アソボット戦記五九 Asobotto Senki Gokū?) (2001) y  Fullmetal Alchemist (鋼の錬金術師 Hagane no Renkinjutsushi?) (2001) de Hiromu Arakawa, convertido posteriormente en una serie anime de gran éxito, y que ofrece una historieta que muestra las desventuras de dos hermanos en un mundo en plena Revolución Industrial y que han pagado un gran precio por intentar resucitar a su madre con alquimia. Más adelante encontramos Steamboy (スチームボーイ Suchīmubōi?) (2004) de Katsuhiro Ōtomo, conocido por su obra de manga y anime Akira (1989).
Algo parecido ocurre con el aclamado manga y anime Shingeki no Kyojin (2009) de Hajime Isayama, en el cual la humanidad vive en grandes poblaciones rodeadas por tres enormes murallas que les protegen de unas criaturas gigantescas y casi invencibles conocidas como titanes, los cuales en el pasado estuvieron a punto de devorar a toda la raza humana. Dichas ciudades, que parecen ser una mezcla entre las capitales de la edad media y del renacimiento, cuentan además con un cierto nivel de tecnología arcaica de clara inspiración steampunk. Así lo demuestran las apariciones eventuales de barcos, vagones que se mueven a través de vías, o los equipos de maniobras tridimensionales; unas complejas máquinas compuestas por un sistema de engranajes y siergas metálicas propulsados con gas a presión que los protagonistas utilizan para moverse por el aire.
D.Gray-man (ディー・グレイマン Dī Gureiman?) (2004) de Katsura Hoshino, Tegami Bachi (テガミバチ Tegamibachi?) (2006) de Hiroyuki Asada, Violet Evergarden (ヴァイオレット・エヴァーガーデン Vaioretto Evāgāden?)  de Kana Akatsuki y Kuroshitsuji (黒執事 Kuroshitsuji?) escrito e ilustrado por Yana Toboso, son también ejemplos de mangas con sutiles elementos steampunk, pero que a la vez, es complicado, debido a estos mismos elementos, encuadrar estas obras dentro de este subgénero.
Finalmente, Last Exile: Fam, the Silver Wing (2010), manga basado en el anime Last Exile (ラストエグザイル Rasuto Eguzairu?) creada y producida por Gonzo, al igual que ocurre con su homólogo anime, posee una fuerte estética steampunk así como múltiples características de la tecnología europea del siglo XIX, pero a su vez, también guarda ciertos elementos propios del dieselpunk al mostrar varios diseños de naves basadas en los avances tecnológicos de Alemania durante el período de entreguerras, periodo característico de este otro subgénero.

### Steampunken los juegos de rol y mesa
La historia de los juegos de rol steampunk va ligada a la literatura y a la historieta de este subgénero en muchos de los casos, influyéndose e inspirándose entre ellas mientras este subgénero madura con cada nueva aportación.
Juegos como Victorian Adventure (1983) y London by Night (1984) crearon unos vagos antecedentes del steampunk dentro de los juegos de rol, pero no sería hasta Space: 1889 (1988) donde este subgénero empezaría a ser conocido y aceptado por los jugadores, al ofrecer un mundo totalmente diferente cargado de referencias a los trabajos de Verne y Wells. Castillo de Falkenstein (1994) ofrece otro ejemplo de juego asentado a los cánones steampunk y considerado por muchos uno de los mejores referentes dentro de los juegos de rol del subgénero, al igual manera que Deadlands: The Weird West (1996), el cual sumerge a los jugadores en un entorno propio del Extraño Oeste.
GURPS Steampunk (2000) es la mejor muestra de que el steampunk se había asentado entre la cultura popular, a este juego le seguiría muchos otros marcados por las pautas de este. Victoriana (2003) da uno de los pasos más importantes, al combinar el steampunk y su ambiente con los seres de fantasía que habitualmente se encuentran en los juegos de rol de fantasía, y Iron Kingdoms (2005) aún va más allá al describir un mundo propio donde la magia y la tecnología a vapor conviven en un entorno casi renacentista. Unhallowed Metropolis (2007) es una muestra actual del steampunk influenciado por la cultura popular, al situar el entorno en un futurista mundo victoriano plagado de zombis.
Dentro de España, los juegos de rol de producción propia también se han visto contagiados por este subgénero. Muestra de ello son los juegos de rol Zhenoghaia, un juego de aventuras en un entorno fantástico, Europe 1900, nacido bajo el trasfondo de un alternativo mundo donde las tecnologías a vapor, el electromagnetismo y los autómatas han sido el camino seguido y Brumas del Alba, una vez más, un mundo fantástico ambientado en la temática steampunk.
Algo más alejados del steampunk más convencional se encuentra Necrorama, Black Thrilling Tales (2007), el cual esta vagamente influenciado por el steampunk según comenta su autor, o también El Club de los Martes, un juego enteramente narrativo donde sus misteriosas tramas victorianas en ocasiones pueden virar al steampunk más acérrimo.
A pesar de que las épocas victoriana y eduardiana son un tema ampliamente explotado en los juegos de mesa, no lo es así su alternativa steampunk, la cual carece de grandes y conocidos ejemplos dentro de los juegos de mesa.
Uno de los primeros juegos de mesa publicados es Girl Genius: The Works (2001), un juego de cartas con una mecánica simple y familiar y ambientado en el universo creado por Phill y Kaja Foglio. Mission: Red Planet (2005) de Bruno Cathala recrea en tablero la conquista del planeta Marte por los poderes coloniales de la época, le sigue Garden Party (2006), un juego sencillo para toda la familia sobre la creación de un espléndido jardín, y a este, Infernal Contraption (2007), situado en un mundo fantástico donde un grupo de trasgos intentan construir, pisándose los unos a los otros, una enorme máquina alimentada por vapor y magia a través de un sistema de cartas.
Durante 2008 cuatro nuevos juegos de temática steampunk toman las tiendas, Metropolys (2008), un juego urbanístico con sabor a este subgénero, el galardonado Red November (2008), un juego cooperativo donde los jugadores tienen que ayudarse para mantener a flote un submarino, Planet Steam (2008), ambientado en un futuro de características steampunk y Wolsung: The Boardgame (2008), una carrera entre inventores para ver quien crear el artefacto que maravillara más durante la próxima Exposición Universal. Mad Zeppelin (2010), con un sistema de cartas y dados, ofrece un juego de sabotaje y traición, por su parte, las Aether Captains Series (2010), un grupo de juegos indies, se ambientan en un mundo fantástico donde las naves a vapor y los zeppelines son comunes y forman parte imprescindible de la sociedad. El aún no publicado juego 011 (2011) promete ser un juego de deducción situado en un ucrónico siglo XIX donde se profetiza el fin del mundo en tan solo once horas.
Los juegos de guerra con miniaturas también se han nutrido de este subgénero gracias a la apreciada simbiosis con los juegos de rol, siendo en ocasiones, mucho más conocidos estos que aquellos juegos que los originaron.
El pionero en este subgénero es Sky Galleons of Mars (1988), basado en el juego de rol Space: 1889, y el cual asentaría las bases para una floreciente aparición de juegos de guerra con características similares. Warmachine (2003), ambientado en el mundo de Iron Kingdoms, es un ejemplo excelente de steampunk fantástico, donde se acerca más al entorno renacentista que al victoriano.
Dystopian Wars (2010) y Leviathans (2011) retoman el camino dejado por Sky Galleons of Mars, recuperando la esencia steampunk con una cronología alternativa que gracias a los inventos de grandes hombres es posible la construcción de enormes naves voladoras donde situar la guerra entre naciones a una nueva altura. Finalmente, Smog: The Thirteenth Hour (2011) ofrece un emocionante juego de guerra ambientado en 1988, donde lejanos alienígenas y seres fantásticos y mitológicos combaten contra intrépidos hombres y mujeres.

### Steampunken la moda
El llamado estilo steampunk no sigue patrones o rasgos definidos concretos, pero tiende a intentar combinar los estilos modernos con la influencia de la época victoriana y eduardiana, mientras se busca ser fiel al rol que se ha decido asumir. Debido a las épocas a las que este se ve influenciado, este estilo puede ser fácilmente confundido con otros, como la moda gótica y los estilos lolita y kodona. El estilo steampunk no busca ser oscuro y aterrador, sino bello y elegante.
Los accesorios modernos, como teléfonos móviles, tabletas, PCs o reproductores de música, no están fuera de la moda stempunk, aunque estos, muy habitualmente, son modificados para otorgarles una apariencia más acorde con la estética general del vestuario, siguiendo el espíritu general del movimiento steampunk.
Este inconfundible estilo no ha pasado desapercibido a las pasarelas. Durante la Semana gótica de Madrid de 2011, Gem Von Tildod presentó una colección basada en el estilo steampunk, dónde los detalles y la combinación de accesorios fueron los que marcaron el punto de inflexión. Grandes diseñadores de alta costura, como Alexander McQueen, que llevó a la pasarela modelos inconfundiblemente steampunk, y que lució incluso la diva musical, Lady Gaga, Nicolas Ghesquière de Balenciaga, e incluso Ralph Lauren, se han interesado en este estilo.
Durante la colección masculina de otoño de Prada de 2012, una vez más se dejó ver cómo la estética steampunk y dieselpunk ha abordado con éxito con su inspiración la alta costura y la pasarela.

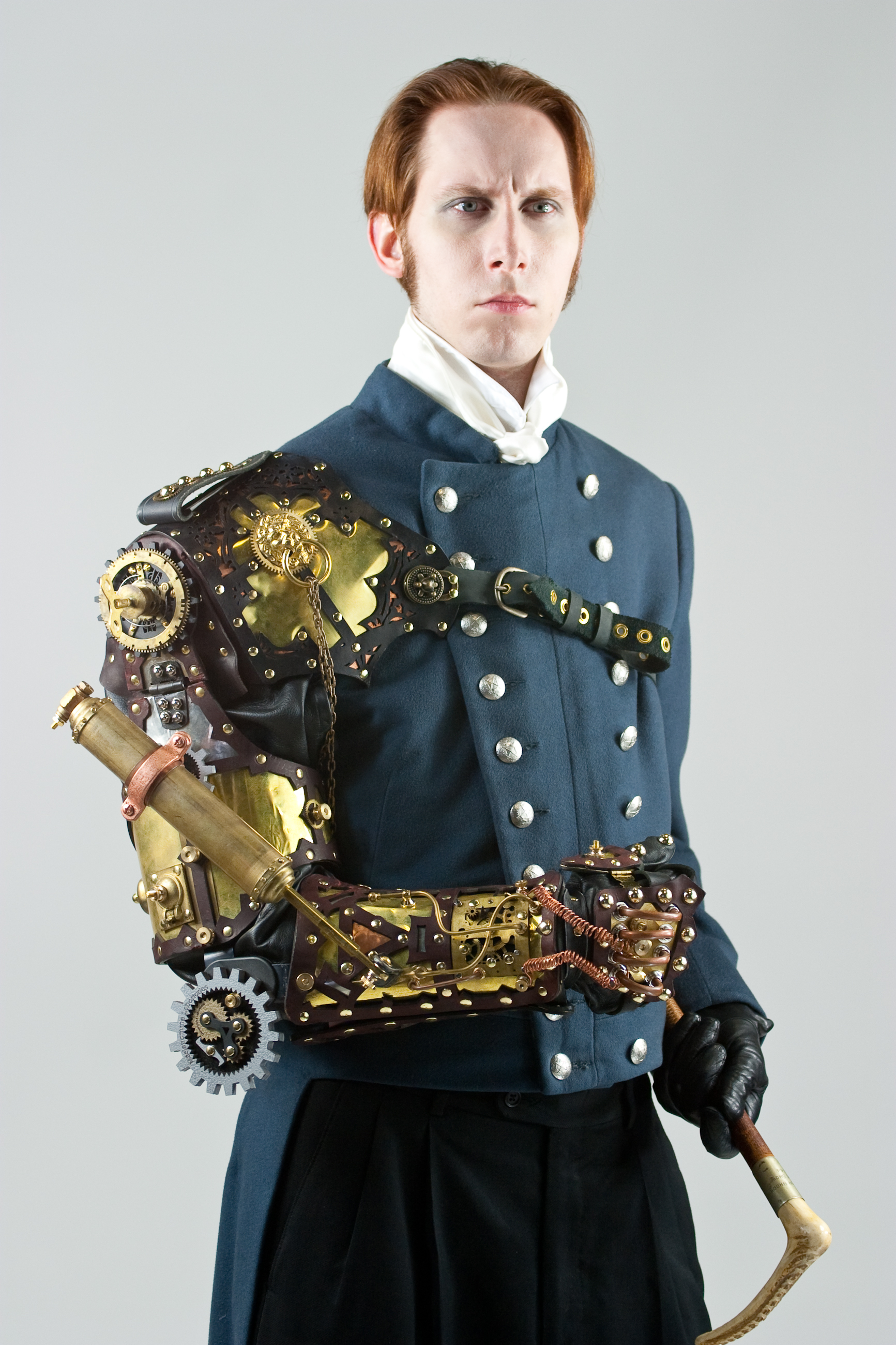
El autor G. D. Falksen vistiendo según el estilo steampunk, el brazo neumático es obra de Thomas Willeford.

#### Moda femenina
No es extraño encontrar una amplia gama de piezas de las épocas victoriana y eduardiana dentro del vestuario femenino steampunk. Miriñaques, guardainfantes y polisones son comunes en los atuendos para la mujer, a la vez que los corsees son casi una prenda obligada dentro de los armarios de una seguidora de este atuendo.
Dependiendo del momento del día, así como del personaje que se desea emular, este vestuario puede cambiar para incorporar elementos muy diferentes entre ellos a pesar de formar parte del mismo estilo, por lo cual no es raro encontrar desde aristócratas complejamente vestidas hasta bailarinas exóticas de clara inspiración a Mata Hari, pasando por cazadoras coloniales en el corazón de África o aviadoras de aeronaves. Los complementos se adaptan de la misma forma al estilo elegido por el personaje, sombrillas, relojes de bolsillo, gafas de aviador y pañuelos, y los peinados tienden a ser complejos y adornados con cuentas y plumas, recordando en ocasiones su influencia más punk.

#### Moda masculina
Al igual que ocurre con su contrapartida femenina, el vestuario masculino se influye por el mismo periodo histórico, trajes con chaleco, guardapolvos, sombreros de copa y polainas son comunes de encontrar en los atuendos steampunk masculinos pero también es habitual el uso de prendas de inspiración militar, una vez más, dejándose llevar por el personaje que se desea emular.
Los arquetipos habituales para el hombre son esencialmente los mismos que los de la mujer, salvando contadas excepciones, de nuevo aristócratas y cazadores de la sabana inspirados en Allan Quatermain, piratas aéreos y científicos locos todos ellos apoyados por convincentes complementos como paraguas y bastones y acentuada con la inclusión de accesorios y aparatos de la época o simplemente creaciones inspiradas por la propia temática, como pueden ser intrincados relojes de bolsillo, gafas de aviador, miembros mecánicos o pistolas de rayos.

### Steampunk en la música

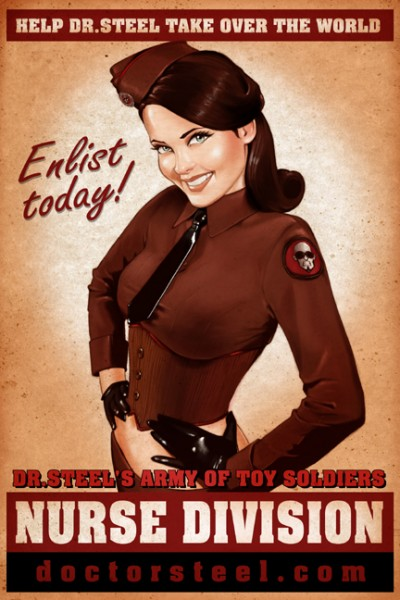
Cartel de propaganda de “The Army of Toy Soldiers” de Doctor Steel.

Al igual que ocurre con la moda steampunk, las obras musicales que siguen esta corriente retrofuturista están poco diferenciadas y en ocasiones son totalmente desiguales entre ellas, a pesar de llamarse a sí mismas, o englobarse, dentro de la música steampunk, tal y como comento Caroline Sullivan en The Guardian: Internet rabia debates acerca de qué es exactamente el sonido steampunk.
Esta gran diferencia de estilos entre la corriente musical steampunk se hace notoria al escuchar los trabajos de varios artistas y grupos considerados steampunk: desde el dance industrial y música del mundo de Abney Park, las creaciones del inventor y también cantante Thomas Truax, los trabajos de Sunday Driver influenciados por la música carnática, la “opera hip-hop industrial” del Doctor Steel, el rock progresivo y la dark wave propias de los sonidos de Vernian Process, el rock experimental y rock gótico de Unextraordinary Gentlemen, los sonidos electrónicos de The Wet-Glass RO, hasta el Big Band de la Secret Society de Darcy James Argue.
A pesar de que la lista de bandas, grupos y artistas que siguen, o se les cataloga dentro de, esta corriente es extensa, los siguientes, bien debido a su trayectoria o a la controversia causada dentro del movimiento steampunk son dignos de remarcarse.
La banda Abney Park, originada en 1997, tal vez sea la más conocida dentro de la corriente musical steampunk, probablemente debido a la puesta de escena de sus miembros y a la ficticia historia personal que interpretan estos no solo en el escenario. Creada originalmente como una banda gótica, Abney Park ha sabido transformar tanto su estilo (ropa y accesorios de estética victoriana) como su sonido (toda clase de instrumentos musicales exóticos y un estilo único) para convertirse en la quintaesencia de una banda steampunk.
Su sonido se puede describir como la combinación de la llamada world music con dance industrial, incorporando instrumentos como el derbake (doumbek), el buzuki o el melodeón, que son poco conocidos dentro de la música comercial.
Doctor Steel, creado en 1999, también apuesta, al igual que Abney Park, por la puesta de escena y una entramada historia con la que cautivar a sus seguidores, aunque el único punto estético que comparten ambas bandas son las gafas. Por su parte, Doctor Steel sigue una temática a caballo entre el steampunk y el dieselpunk y su música, catalogada como “ópera hip-hop industrial” toca géneros como el jazz, la electrónica, el hip-hop y la música industrial.
La banda creada en 2003 llamada Vernian Process, la cual toma su nombre del escritor Julio Verne, se ha convertido en una de las más populares dentro de la comunidad steampunk en los últimos años gracias a su característico estilo, basado en el romance científico victoriano, y que fusiona una gran cantidad de géneros diferentes como la dark wave, el rock progresivo o incluso el ragtime, creando un estilo único y considerado más romántico que los anteriores.
Rasputina, banda nacida en 1992, es muchísimo más conocida dentro de la corriente musical steampunk por su fuerte controversia que por su estilo, una mezcla de cabaré oscuro y rock folk, dado que la comunidad se encuentra dividida entre aquellos que engloban a esta banda dentro del steampunk o la separan de este alegando que tan solo siguen un vestuario victoriano.

### Steampunken la televisión
A pesar de que la televisión comparte en esencia los mismos principios que el cine, debido al actual desconocimiento del público hacia este subgénero, pocas son las cadenas que se han arriesgado en presentar series ambientadas en la temática steampunk.
Como se aclaró en la sección de Steampunk avant la lettre, Jim West (1965-1969), una apuesta original de la CBS que mostraba a un seductor agente secreto y su inteligente compañero en un salvaje oeste americano donde abundaban los extraños prototipos de armas y artefactos, se puede considerar el primer trabajo en televisión steampunk, pero se encuentra fuera de este subgénero debido a las fechas. Esta serie, más tarde inspiraría a la icónica película Wild Wild West (1999).
Series como Q.E.D. (1982), Voyagers! (1982-1983), The Insensitive Princess (1984) o Doctor Who (1963–presente) a pesar de que sus tramas y su estética global no encajen con el imaginario steampunk, sí que ciertos elementos encontrados en estas son factibles en este subgénero y fácilmente reconocibles por los seguidores de esta estética.
The Adventures of Brisco County, Jr. (1993-1994) producida por la cadena FOX y protagonizada por Bruce Campbell tomó el relevo espiritual dejado por su predecesora Jim West, para sumergir de nuevo a los espectadores en un extraño oeste tal y como comentó el mismísimo Campbell para la revista Starlog: "Es como si Julio Verne conociera Jim West." La serie mostraba al aventurero protagonista, Brisco, un educado abogado metido a cazador de recompensas, el cual intentaba capturar a un grupo de forajidos gracias a los anacrónicos inventos del Profesor Wickwire. La idea, sería una vez más retomada en la serie Legend (1995), asentando no solo el concepto steampunk en la pequeña pantalla, sino también el de weird west.
Con el estreno de las series The Secret Adventures of Jules Verne (2000) y El increíble mundo de H.G. Wells (2001) quedó demostrado que el retrofuturismo victoriano era un subgénero que interesaba a un gran número de espectadores. La primera, ofrece una historia única y alternativa donde Verne es parte implícita de sus historias aparte de una oscura trama de conspiraciones, en la segunda se descubre una nueva revisión de algunos de los relatos menos conocidos de Wells.
Una vez más, se pueden encontrar nuevos elementos steampunk en series como Maddigan's Quest (2006), Tin Man (2007), Murdoch Mysteries (2008-presente) o Almacén 13 (2009-presente) pero no será hasta Riese: Kingdom Falling (2010) que una serie de clara temática steampunk se abriera paso en la televisión comercial. Esta serie estrenada por Syfy, aunque antes había formado parte de una serie emitida en Internet, cuenta las desventuras de una joven, que acompañada de su lobo, deben de huir de la constante persecución de un grupo religioso en busca de la terrible verdad que estos esconden.

#### Series de animación
A diferencia de las series tradicionales presentadas en la pequeña pantalla, la animación, gracias casi en absoluto a la creatividad japonesa, se ha visto abrumada por los trabajos dentro de este subgénero, siendo necesaria una especial mención a este medio de difusión del steampunk.
Antes de la acuñación del subgénero, la serie anime Sherlock Holmes (名探偵ホームズ Meitantei Hōmuzu?) (1984-1985) de Hayao Miyazaki y Kyosuke Mikuriya, ambientada lejanamente en los relatos de Arthur Conan Doyle y protagonizada por los homólogos cánidos de los personajes aparecidos en las historias de Sherlock Holmes, presentaba muchos de los ingenios mecánicos que hoy en día se pueden encontrar en la ficción steampunk.
Nadia: el Secreto de la Piedra Azul (ふしぎの海のナディア Fushigi no Umi no Nadia?) (1990-1991) de Hideaki Anno se puede considerar uno de los primeros trabajos steampunk dentro del anime, al ofrecer un intrincado argumento basado en el imaginario de Julio Verne. La visión de Escaflowne (天空のエスカフローネ Tenkū no Esukafurōne?) (1996) es un extraño ejemplo al ambientar en un entorno fantástico una historia parcialmente victoriana donde no es raro el uso de mechas a vapor y magia en la batalla, debido a su curiosa singularidad es difícil englobarlo dentro del steamapunk con total claridad. Dos años más tarde, la versión anime del manga Steam Detectives (快傑蒸気探偵団 Kaiketsu Jōki Tanteidan?) (1998) fue estrenada llevando a la televisión esta obra.
Dentro del nuevo siglo existen ejemplos como Secret of Cerulean Sand (パタパタ飛行船の冒険 Patapata Hikousen no Bouken?) (2002), Last Exile (ラストエグザイル Rasuto Eguzairu?) (2003), las versiones anime de los mangas Fullmetal Alchemist (鋼の錬金術師 Hagane no Renkinjutsushi?) (2003) y D.Gray-man (ディー・グレイマン Dī Gureiman?) (2006) y Simoun (シムーン Shimūn?) (2006) con una ambientación, una vez más, fantástica pero no carente de elementos que forman el steampunk.
Mencionando tan solo un par de ejemplos de la animación occidental de estética steampunk, Avatar: la leyenda de Aang (2005-2008), producida por la cadena de televisión Nickelodeon, es un curiosa muestra de steampunk asiático, donde una de las facciones que integran el mundo fantástico que ofrece la serie, abusa de estas creaciones, en especial, en su corriente bélica. Así mismo, los creadores de su continuación, The Legend of Korra (2012), ha prometido que ambientaran esta pequeña miniserie de animación en una metrópolis de claro sabor steampunk. El asombroso Cabeza de Tornillo (2006), la televisiva versión del cómic de Mike Mignola del mismo título también es otro excelente ejemplo de este subgénero en la animación, contando la historia de un robot, de cabezas intercambiables, que lucha contra los maléficos planes del Emperador Zombi.
Otro anime en el cual aparece el Steampunk es en Code: Realize -Sōsei no Himegimi- (コードリアライズ Code: Realize ～創世の姫君～?) (2017)
En la serie Love, death & robots destaca el capítulo La ventaja de Sonnie  que transcurre en la ciudad de Londres alternativa y la protagonista conecta su mente con monstruos cibernéticos que luchan en una arena de combate clandestina por dinero. También presenta personajes híbridos; aleaciones de humanos-máquina.

### Steampunken los videojuegos
Al igual que ha ocurrido dentro del mundo cinematográfico, el atractivo del steampunk no ha pasado desapercibido tanto para los grandes desarrolladores de la industria de los videojuegos como para los noveles, que encuentran en este subgénero un excelente marco donde encuadrar sus títulos.
Una de los padres del steampunk dentro del mundo de los videojuegos, pero considerado steampunk avant la lettre debido a su año de publicación, es la aventura gráfica The Eidolon (1985) producida durante la segunda ola de Lucasfilm Games. El argumento del título sumerge al jugador en un olvidado y polvoriento laboratorio donde la activación de una desconocida máquina lo trasporta a una horrible y nueva dimensión.
No sería tras varios años después, donde este subgénero cobraría un renovado interés gracias en parte al éxito cosechado por la novela La máquina diferencial (1991) entre el público. Títulos como Steel Empire(1992), The Chaos Engine (1993) y su secuela The Chaos Engine 2 (1996) se vieron influenciados por la novela, a la vez que a la vez que otros tantos títulos se dejaban influenciar por la estética puramente victoria del steampunk, como el caso de Final Fantasy VI (1994).
Cabria destacar la saga iniciada con Thief: The Dark Project (1998), asentada en una ciudad entre caballo entre la estética medieval y la más reconocida estética steampunk la cual nos relata las desventuras de un habilidoso ladrón y la oscura historia tras la ciudad que este mora. Arcanum: Of Steamworks and Magick Obscura (2001) supuso un adelanto dentro de las ambientación steampunk al mostrar con acierto una ambientación claramente victoriana con elementos propios de la fantasía.
El mundo de las aventuras gráficas volvió a retomar el trasfondo steampunk con el videojuego Syberia (2002) y su posterior secuela Syberia II (2004) publicada tan solo dos años después a manos de Benoit Sokal. La trama muestra a una joven que es enviada, por la macrocompañía para la que trabaja, a un remoto pueblo alpino para adquirir una empresa de autómatas, propiedad de Hans Voralberg, un inventor y constructor de estos, conocido por su excentricidad. Así mismo, en el juego de estrategia Rise of Nations: Rise of Legends (2006), en concreto su facción Vinci, muestra un cuidado ejemplo de sociedad steampunk.
El desconocido para el público Damnation (2009), a pesar de obtener un gran número de críticas desfavorables hacia esté fue elogiado por su excelente ambientación steampunk, única y diferente hasta el momento, al partir desde Norteamérica, en vez de situarse en la Inglaterra habitual.
Dishonored (2012), uno de los últimos juegos de clara inspiración steampunk salidos al mercado, sumerge al jugador en la piel de un asesino que busca limpiar su nombre tras haber sido condenado por la muerte de la Emperatriz de la ciudad de Dunwall, una grotesca re interpretación de un oscuro Londres en plena revolución industrial.
Guns of Icarus Online (2012), un videojuego multijugador de disparos en primera persona que se centra en el combate aéreo, es otro ejemplo de la integración de la estética steampunk en los videojuegos.
Este mismo año, el steampunk sigue en pleno auge en la industria de los videojuegos, muestra de ello es el galardonado BioShock Infinite (2013), de los creadores del prestigioso título dieselpunk, BioShock, es un juego de una diferenciada estética steampunk. Situando su historia en la ciudad aérea de Columbia, una maravilla mecánica propulsada por vapor, engranajes y otras anacrónicas tecnologías y creada tras la Exposición Mundial Colombina de Chicago.
La segunda parte de aventura gráfica Amnesia: The Dark Descent (2010) con el título Amnesia: A Machine for Pigs (2013), la cual acaba de salir al mercado, también ofrece reconocibles elementos steampunk. En esta ocasión la inspiración de este retrofuturismo, presente en su primera parte, se deja explotar a lo largo de esta segunda trama que combina el terror cósmico con la ingeniería demencial de un matadero.
El videojuego de 2015 The Order:1886 donde la Orden de Caballeros de su Magestad tiene que enfrentarse a licántropos y vampiros. 
Estos títulos son dos ejemplos claros de que las ambientaciones steampunk están afianzándose en la industria del videojuego.
Una estética que también ha llegado a las consolas portátiles, como ocurre con Code Name S.T.E.A.M., un título lanzado en 2015 y desarrollado para la consola Nintendo 3DS. Se trata de un videojuego de género de videojuego de disparos en tercera persona, "con diversas cinemáticas y configuraciones que nos sitúan en un universo alternativo y paralelo a la década de 1920, con una desarrollada tecnología evolucionada de los motores de vapor, encontramos desde tuercas a globos dirigibles. El juego tiene una clara influencia del cómic en su estética y el entorno en el que está ambientado hace referencias a las clásicas ciudades anglosajonas, tanto londinenses como estadounidenses.

## Steampunkcomo movimiento contracultural

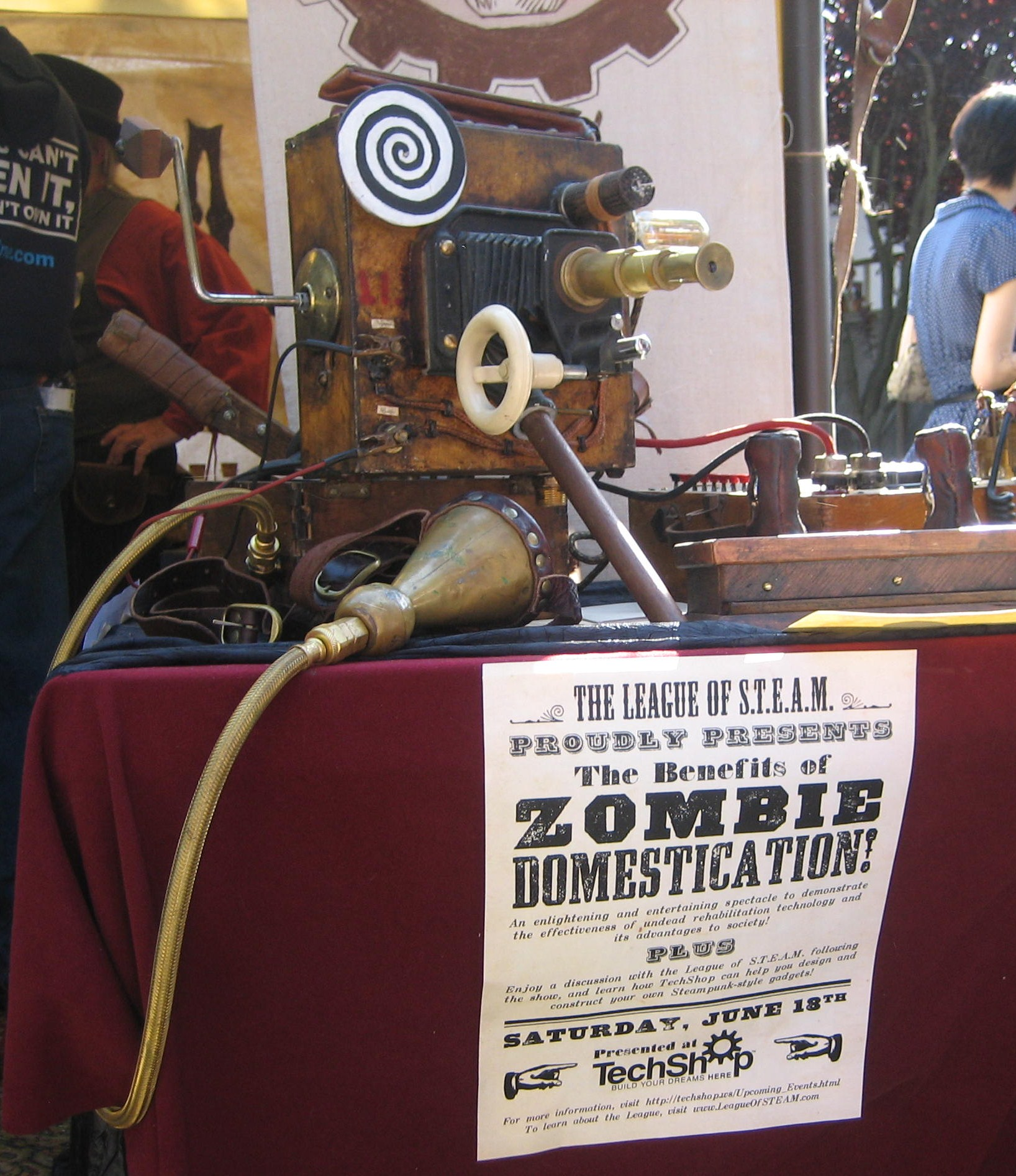
“Los beneficios de la domesticación del zombi”, anuncio en la San Mateo Maker Faire 2011 por The League of S.T.E.A.M.

Dentro del movimiento steampunk, es donde el desglose de su nombre adquiere un nuevo significado. Tal y como se descubrió anteriormente, la palabra inglesa steam significa “vapor” en castellano, recordándonos con ello el contexto histórico donde este subgénero y movimiento busca desenvolverse. A su vez, el sufijo –punk no hace referencia a la estética o la música propia que recuerda al sufijo, sino al sentimiento de crítica hacia la actual sociedad, buscando la llamada contracultura hacia esta.
El steampunk se fragua ideológicamente como un movimiento de crítica a la sociedad consumista y de renovado positivismo hacia el potencial humano, basándose para ello como herramienta en la moda y la tecnología, demostrando que estas no son sólo objeto sin alma, sino que también pueden convertirse en piezas de arte, ofreciendo un renovado valor a las creaciones artesanales por encima de aquellas manufacturadas en serie, a aquellas creadas por uno mismo.
Aparte de estos valores, el movimiento steampunk también bebe de los ideales nacidos de la época, la recuperación de la educación hoy perdida, la revalorización del conocimiento y la búsqueda del individuo por encima de una sociedad masificada.
A pesar de ser este un resumen acertado sobre el movimiento, es cierto, que debido a la subjetividad y maleabilidad de este, los aspectos dentro del movimiento steampunk pueden variar tanto como la persona que los contempla, por lo que sería mentira hablar que las apreciaciones antes escritas engloban a todos los seguidores de este movimiento contracultural.

### Movimientosteampunken Norteamérica

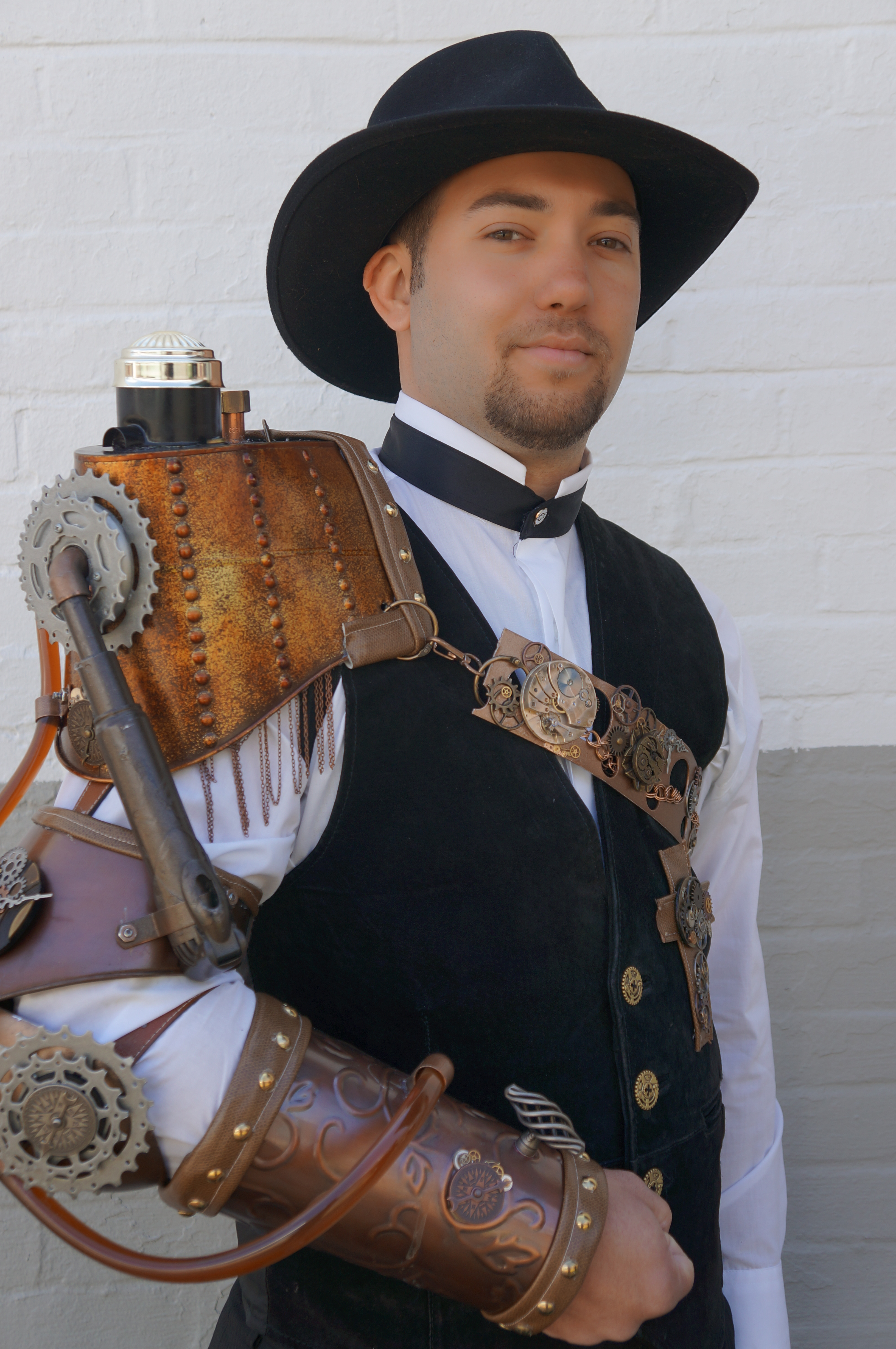
Traje steampunk en la Feria del Mercado de Greenbelt.

Debido a que este movimiento contracultural fue originado en Estados Unidos, ha tenido un mayor tiempo para que éste se difunda y cimiente en la cultura popular, hasta acabar expandiéndose hacia otros países donde ha sido abiertamente acogido. Gracias al entusiasta apoyo de la comunidad steampunk, que se ve incentivada por las redes sociales e internet, se han ido creando a lo largo del tiempo una serie de eventos multitudinarios que lentamente se han aferrado al panorama social.
En 2006 el evento conocido como SalonCon, una convención de seguidores de la corriente steampunk y del neo-victorianismo, fue creado y se mantuvo en activo durante tres años consecutivos. En esta convención artistas, músicos como Voltaire y Abney Park, y autores como Catherynne M. Valente, Ekaterina Sedia y G. D. Falksen, se reunieron para compartir sus experiencias en sus respectivos campos. A estas conferencias se les añadieron actividades como instrucciones de bailes de salón propios de la época victoriana o una cabalgata Crononauta entre otras. El evento fue cubierto por la MTV y el The New York Times.
El festival Eccentrik de música gótica e industrial, acogió en 2008, tras invitar a una serie de bandas conocidas por sus trabajos en la música steampunk, un festival únicamente basado en este movimiento contracultural.
Steamcom, una de las mayores convecciones y simposios steampunk en Norteamérica, fue creada, en 2009, casi tomando el relevo de la SalonCon, debido al deseo general de crear una convención únicamente steampunk durante la convención de ciencia ficción de Norwescon de 2008. Durante sus tres años de historia, los temas para la Steamcom que han podido disfrutar los asistentes, más de 2250 en su última convención, han ido desde el “Weird Weird West” hasta los “Monstruos victorianos”, tema elegido para el futuro evento del 2012.
La Steampunk World's Fair abrió sus puertas en 2010, siendo la anfitriona de números artistas, músicos, actores y escritores concernientes al mundo steampunk, que junto con los numerosos eventos que acompañaron a esta convención, atrajo a más de 3000 asistentes. De la misma manera la TeslaCon, bautizada en honor al inventor Nikola Tesla y la cual tiene la misma edad que la Steampunk World's Fair, se ha abierto camino hasta situarse como uno de los referentes para el movimiento steampunk en los Estados Unidos.
El steampunk también se ha convertido en una actividad común en el Comic-Con desde hace algunos años, siendo el sábado, durante los cuatro días del evento, el día señalado por los aficionados como el “Steampunk Day", el cual suele terminar con una sesión de fotos de la prensa local y una enorme fiesta tras el evento.
Otra de las muestras del movimiento steampunk estadounidense se puede encontrar en la revista Steampunk Magazine, una revista en línea y física bianual y que recoge los intereses y aportes de la comunidad steampunk. Esta revista fue mencionada en un artículo aparecido en The Yale Herald para ilustrar como las microculturas se sustentan gracias a internet. Así mismo, The Gatehouse Gazette, es otro aporte de revista virtual al panorama cultural steampunk y dieselpunk.
Mención especial se debe hacer al grupo de actores que forman The League of S.T.E.A.M. (Supernatural and Troublesome Ectoplasmic Apparition Management), ya que son ampliamente conocidos en la comunidad steampunk por sus actuaciones en vivo en diferentes convenciones, festivales y conciertos, las cuales son consideradas, junto con sus vestimentas y aparatos, uno de los ejemplos más claros del steampunk físico. De igual manera, The Edison, es otro de los referentes de este movimiento cultural en Norteamérica, al ser uno de los pubs pioneros de temática steampunk.

### Movimientosteampunken Hispanoamérica
A pesar de que este movimiento contracultural es desconocido por los medios de comunicación en Hispanoamérica, poco a poco, y debido a los estrechos lazos que fomentan internet, este ha adquirido un peso importante y ha dejado de ser un gran desconocido para el público.
México ostenta ser el abanderado del steampunk en Hispanoamérica gracias a su fuerte comunidad que se refleja en su foro nacional,  así como de acoger la primera revista de temática steampunk y retrofuturista en castellano, El Investigador, donde artículos sobre música y arte conviven con relatos retrofuturistas y reseñas históricas de grandes eventos y personajes creados por los seguidores hispanoparlantes de este movimiento contracultural, siendo un excelente referente del steampunk hispano que ha cruzado fronteras no solo dentro de la lengua española. Radio Metronomik, es el primer intento de radio podcasting retrofuturista hispanoparlante, a pesar de hablar sobre la temática dieselpunk, no es extraño que en sus programas hagan mención al movimiento steampunk.
El año 2011 significó una gran explosión para el steampunk en el resto de Hispanoamérica, al foro nacional de México, al blog nacional de Perú y a la página de Facebook de Chile, se han ido uniendo también otros foros, blogs y páginas de Facebook de países como Argentina, Colombia, Costa Rica, Ecuador, El Salvador, Puerto Rico, Panamá y Venezuela, que con su iniciativa, no solo han fomentado la expansión y el conocimiento de este movimiento por Hispanoamérica, sino también han ayudado a enriquecer este con sus continuas reuniones y encuentros entre sus miembros.

### Movimientosteampunken España
Alrededor del Mundo Steampunk puede considerarse el primer blog de temática steampunk en español y a día de hoy continúa siendo uno de los principales referentes para la comunidad hispanohablante en general. Dentro de los foros, se puede considerar como pionero a Steampunk Spain, que durante años ha sido una guía a seguir y un lugar de encuentro para seguidores de este movimiento de habla hispana. Tras algunos malentendidos dentro de este foro, algunos de sus antiguos seguidores decidieron abandonarlo y crear The Golden Gear, el cual nació como otra alternativa para la comunidad steampunk española, y que busca convertirse en un referente internacional de este movimiento en España.
Desde 2009 se viene realizando en Barcelona las ferias steampunk, de creciente participación y bajo presupuesto, y que busca acercar el steampunk, así como otros retrofuturismos, a aquellos no familiarizados con este movimiento. Este evento, durante sus años de trayectoria, ha llamado la atención a varios medios de comunicación, siendo la cadena de televisión La Sexta uno de estos.
El 7 de mayo de 2011, se celebró en Santiago de Compostela, L'Extraordinaire Uchronie, un evento steampunk neovictoriano retrofuturista que buscaba reunir a todos aquellos seguidores del steampunk en España con la premisa del descubrimiento de la visita de Julio Verne y de la primera publicación de su novela El soberbio Orinoco en dicha ciudad. El evento tuvo una gran participación y fue seguido por los medios gallegos.